# Amici di Maria De Filippi (quindicesima edizione, fase iniziale)
La quindicesima edizione del talent show musicale Amici di Maria De Filippi è andata in onda nella sua fase iniziale dal 21 novembre 2015 al 26 marzo 2016. Da sabato 2 aprile con la prima puntata in prima serata è iniziata la fase serale di questa edizione.
Il programma ha avuto inizio con la formazione della classe su Canale 5 con lo speciale del sabato pomeriggio in onda dalle 14:10 alle 16:00 con la conduzione di Maria De Filippi.
La striscia quotidiana è andata in onda su Real Time da lunedì 23 novembre con la conduzione di Stefano De Martino e Marcello Sacchetta, ballerini professionisti del programma.
I casting sono stati trasmessi su Real Time dal 2 al 20 novembre 2015. Dal 4 al 29 gennaio 2016 è andato in onda in replica su Deejay TV.
Dal settimo speciale del sabato, a dare inizio alla puntata sono i professionisti che ballano su una coreografia preparata di settimana in settimana dai professori.

## Corpo docente e concorrenti
| Canto                                                                            | Canto                                                                            | Canto                                                                            |                      | Ballo                                                                                         | Ballo                                                                                         | Ballo                                                                                         |
| Professori                                                                       | Professori                                                                       | Professori                                                                       | Professori           | Professori                                                                                    | Professori                                                                                    | Professori                                                                                    |
| -------------------------------------------------------------------------------- | -------------------------------------------------------------------------------- | -------------------------------------------------------------------------------- | -------------------- | --------------------------------------------------------------------------------------------- | --------------------------------------------------------------------------------------------- | --------------------------------------------------------------------------------------------- |
| - Carlo Di Francesco - Fabrizio Moro - Rudy Zerbi - Marco Maccarini - Alex Braga | - Carlo Di Francesco - Fabrizio Moro - Rudy Zerbi - Marco Maccarini - Alex Braga | - Carlo Di Francesco - Fabrizio Moro - Rudy Zerbi - Marco Maccarini - Alex Braga |                      | - Alessandra Celentano - Natalia Titova - Garrison Rochelle - Veronica Peparini - Kledi Kadiu | - Alessandra Celentano - Natalia Titova - Garrison Rochelle - Veronica Peparini - Kledi Kadiu | - Alessandra Celentano - Natalia Titova - Garrison Rochelle - Veronica Peparini - Kledi Kadiu |
| Concorrenti                                                                      |                                                                                  |                                                                                  |                      |                                                                                               |                                                                                               |                                                                                               |
| Posizione                                                                        | Nome                                                                             | Disciplina                                                                       |                      | Posizione                                                                                     | Nome                                                                                          | Disciplina                                                                                    |
| 1                                                                                | Sergio Sylvestre                                                                 | canto                                                                            | 3                    | Gabriele Esposito                                                                             | ballo                                                                                         |                                                                                               |
| 2                                                                                | Elodie Di Patrizi                                                                | canto                                                                            | 5                    | Alessio Ale Gaudino                                                                           | hip hop                                                                                       |                                                                                               |
| 4                                                                                | Lele Esposito                                                                    | canto                                                                            | 8                    | Alessio La Padula                                                                             | ballo                                                                                         |                                                                                               |
| 6                                                                                | La Rua (Daniele Incicco)                                                         | band                                                                             | 9                    | Michele Lanzeroti                                                                             | ballo                                                                                         |                                                                                               |
| 7                                                                                | Chiara Grispo                                                                    | canto                                                                            | 11                   | Patrizio Ratto                                                                                | hip hop                                                                                       |                                                                                               |
| 10                                                                               | Cristiano Cosa                                                                   | canto                                                                            | 12                   | Emanuele Caruso                                                                               | latino                                                                                        |                                                                                               |
| Joshua Jack                                                                      | Joshua Jack                                                                      | canto                                                                            | Arianna Di Francesco | Arianna Di Francesco                                                                          | ballo                                                                                         |                                                                                               |
| Nevenera (Stefano Carlino)                                                       | Nevenera (Stefano Carlino)                                                       | band                                                                             | Benedetta Orlandini  | Benedetta Orlandini                                                                           | latino                                                                                        |                                                                                               |
| Nick Zaramella                                                                   | Nick Zaramella                                                                   | canto                                                                            | Andreas Müller       | Andreas Müller                                                                                | hip hop                                                                                       |                                                                                               |
| Carmela Senatore                                                                 | Carmela Senatore                                                                 | canto                                                                            | Luca Favilla         | Luca Favilla                                                                                  | latino                                                                                        |                                                                                               |
| Yvonne Tocci                                                                     | Yvonne Tocci                                                                     | canto                                                                            | Francesco Crimi      | Francesco Crimi                                                                               | ballo                                                                                         |                                                                                               |
| Luca D'Arbenzio                                                                  | Luca D'Arbenzio                                                                  | canto                                                                            | Paolo Barbonaglia    | Paolo Barbonaglia                                                                             | ballo                                                                                         |                                                                                               |
| Raft (Matteo Spadavecchia)                                                       | Raft (Matteo Spadavecchia)                                                       | band                                                                             | Gessica Taghetti     | Gessica Taghetti                                                                              | ballo                                                                                         |                                                                                               |
| Floriana Poma                                                                    | Floriana Poma                                                                    | canto                                                                            | Daniela Ribezzo      | Daniela Ribezzo                                                                               | ballo                                                                                         |                                                                                               |
| Metrò (Antonio Sorrentino)                                                       | Metrò (Antonio Sorrentino)                                                       | band                                                                             |                      |                                                                                               |                                                                                               |                                                                                               |
| Aula 39                                                                          | Aula 39                                                                          | gruppo vocale                                                                    |                      |                                                                                               |                                                                                               |                                                                                               |

## Tabellone della gara a squadre e day-time
Legenda:

     Concorrente nella squadra vincente

     Concorrente nella squadra vincente dopo lo spareggio

     Concorrente nella squadra perdente

 C  Capitano/a di una delle due squadre

Giudicato/a inschierabile

 Sfida

 Sfida immediata

 Proposta di eliminazione

 Rimani

 Sfida interna

– Non sottoposto/a a verifiche

N.D. Non scelto/a / Non si esibisce

     Entra nella scuola

     Vince la sfida

     Ritirato/a / Infortunato/a

     Eliminato/a

     Salvato/a dagli altri professori

     Accede al serale

 Viene esaminato/a ma non accede ancora al serale

 Non supera l'esame per l'accesso al serale

 Supera l'esame per l'accesso al serale

 Viene sottoposto/a a un esame davanti ai direttori artistici

 Sceglie la squadra Blu /Entra a far parte della squadra Blu

 Sceglie la squadra Bianca /Entra a far parte della squadra Bianca

     Concorrente già al serale

### Ballo
| Settimana        | 1                  | 2                  | 3                  | 3                  | 4                  | 4                  | 5                                               | 6                                               | 6                                               | 7                                               | 7                                               | 8                                               | 9                                               | 9                                               | 10                                              | 10                                              | 11                                              | 12                                              | 12                                              | 13                                              | 14                                              | 14                                              | 15                                              | 15                                              | 16                                              | 17                                              |
| ---------------- | ------------------ | ------------------ | ------------------ | ------------------ | ------------------ | ------------------ | ----------------------------------------------- | ----------------------------------------------- | ----------------------------------------------- | ----------------------------------------------- | ----------------------------------------------- | ----------------------------------------------- | ----------------------------------------------- | ----------------------------------------------- | ----------------------------------------------- | ----------------------------------------------- | ----------------------------------------------- | ----------------------------------------------- | ----------------------------------------------- | ----------------------------------------------- | ----------------------------------------------- | ----------------------------------------------- | ----------------------------------------------- | ----------------------------------------------- | ----------------------------------------------- | ----------------------------------------------- |
| Gabriele         |                    |                    | +2                 | +2                 |                    | –                  | –                                               | C 8                                             | C 8                                             | +2                                              | –                                               |                                                 |                                                 |                                                 | +1                                              | –                                               | N.D.                                            | N.D.                                            | –                                               |                                                 |                                                 |                                                 |                                                 |                                                 |                                                 |                                                 |
| Alessio          |                    |                    | N.D.               | N.D.               | N.D.               |                    | –                                               | 8; 8                                            | 8; 8                                            | N.D.                                            | –                                               | +2                                              | +2                                              | +2                                              | C +2                                            | –                                               | +1                                              | +1                                              | –                                               |                                                 |                                                 |                                                 |                                                 |                                                 |                                                 |                                                 |
| Ale              | Non in gara        | Non in gara        | Non in gara        | Non in gara        | Non in gara        | Non in gara        | Non in gara                                     | Non in gara                                     | Non in gara                                     | Non in gara                                     | Non in gara                                     | Non in gara                                     |                                                 |                                                 |                                                 | –                                               |                                                 |                                                 | –                                               | –                                               |                                                 |                                                 |                                                 |                                                 |                                                 |                                                 |
| Patrizio         | Non in gara        | Non in gara        | Non in gara        | Non in gara        | Non in gara        | Non in gara        | Non in gara                                     | Non in gara                                     | Non in gara                                     | Non in gara                                     | Non in gara                                     | [ N 3 ]                                         |                                                 |                                                 | N.D.                                            | –                                               | N.D.                                            |                                                 | –                                               |                                                 | –                                               |                                                 |                                                 |                                                 |                                                 |                                                 |
| Emanuele         | Non in gara        | Non in gara        | Non in gara        | Non in gara        | Non in gara        | Non in gara        | Non in gara                                     | Non in gara                                     | Non in gara                                     | Non in gara                                     |                                                 | N.D.                                            |                                                 | N.D.                                            | C                                               | –                                               | N.D.                                            | N.D.                                            |                                                 | –                                               |                                                 | –                                               |                                                 | –                                               |                                                 |                                                 |
| Michele          |                    | +1                 |                    |                    | C +1               | –                  | –                                               | 5                                               | 5                                               |                                                 | –                                               | +1                                              |                                                 |                                                 |                                                 | –                                               |                                                 | N.D.                                            | –                                               | –                                               |                                                 | –                                               |                                                 | –                                               |                                                 |                                                 |
| Arianna          | Non in gara        | Non in gara        | Non in gara        | Non in gara        | Non in gara        | Non in gara        | Non in gara                                     |                                                 |                                                 | N.D.                                            | –                                               | N.D.                                            | N.D.                                            | N.D.                                            | N.D.                                            |                                                 | N.D.                                            | N.D.                                            | –                                               | –                                               | –                                               |                                                 |                                                 | –                                               |                                                 |                                                 |
| Benedetta        | In coppia con Luca | In coppia con Luca | In coppia con Luca | In coppia con Luca | In coppia con Luca | In coppia con Luca | In coppia con Luca                              | In coppia con Luca                              | In coppia con Luca                              | In coppia con Luca                              | In coppia con Luca                              | In coppia con Luca                              | In coppia con Luca                              | N.D.                                            |                                                 | –                                               | N.D.                                            | N.D.                                            | –                                               | –                                               |                                                 | –                                               |                                                 | –                                               |                                                 |                                                 |
| Andreas          |                    | +1                 | +1                 | +1                 | +2                 | –                  | –                                               | 6                                               | 6                                               |                                                 | –                                               | C                                               | +2                                              | +2                                              |                                                 | –                                               | +1                                              | +1                                              | –                                               |                                                 |                                                 |                                                 |                                                 |                                                 | RITIRATO in seguito ad un infortunio            | RITIRATO in seguito ad un infortunio            |
| Luca e Benedetta |                    | N.D.               | N.D.               | N.D.               | +1                 | –                  | –                                               | C N.D.                                          | C N.D.                                          | +1                                              | –                                               | N.D.                                            |                                                 | PERDE la sfida interna contro Emanuele          | PERDE la sfida interna contro Emanuele          | PERDE la sfida interna contro Emanuele          | PERDE la sfida interna contro Emanuele          | PERDE la sfida interna contro Emanuele          | PERDE la sfida interna contro Emanuele          | PERDE la sfida interna contro Emanuele          | PERDE la sfida interna contro Emanuele          | PERDE la sfida interna contro Emanuele          | PERDE la sfida interna contro Emanuele          | PERDE la sfida interna contro Emanuele          | PERDE la sfida interna contro Emanuele          | PERDE la sfida interna contro Emanuele          |
| Francesco        | Non in gara        | Non in gara        | Non in gara        | Non in gara        | Non in gara        | Non in gara        | Non in gara                                     |                                                 |                                                 | N.D.                                            |                                                 | RITIRATO per motivi personali                   | RITIRATO per motivi personali                   | RITIRATO per motivi personali                   | RITIRATO per motivi personali                   | RITIRATO per motivi personali                   | RITIRATO per motivi personali                   | RITIRATO per motivi personali                   | RITIRATO per motivi personali                   | RITIRATO per motivi personali                   | RITIRATO per motivi personali                   | RITIRATO per motivi personali                   | RITIRATO per motivi personali                   | RITIRATO per motivi personali                   | RITIRATO per motivi personali                   | RITIRATO per motivi personali                   |
| Paolo            |                    | N.D.               |                    |                    | N.D.               |                    | –                                               |                                                 | 6                                               | N.D.                                            |                                                 | ELIMINATO con il consenso di tutti i professori | ELIMINATO con il consenso di tutti i professori | ELIMINATO con il consenso di tutti i professori | ELIMINATO con il consenso di tutti i professori | ELIMINATO con il consenso di tutti i professori | ELIMINATO con il consenso di tutti i professori | ELIMINATO con il consenso di tutti i professori | ELIMINATO con il consenso di tutti i professori | ELIMINATO con il consenso di tutti i professori | ELIMINATO con il consenso di tutti i professori | ELIMINATO con il consenso di tutti i professori | ELIMINATO con il consenso di tutti i professori | ELIMINATO con il consenso di tutti i professori | ELIMINATO con il consenso di tutti i professori | ELIMINATO con il consenso di tutti i professori |
| Gessica          |                    | C +2               |                    | +1                 | N.D                | –                  |                                                 | RITIRATA in seguito ad un infortunio            | RITIRATA in seguito ad un infortunio            | RITIRATA in seguito ad un infortunio            | RITIRATA in seguito ad un infortunio            | RITIRATA in seguito ad un infortunio            | RITIRATA in seguito ad un infortunio            | RITIRATA in seguito ad un infortunio            | RITIRATA in seguito ad un infortunio            | RITIRATA in seguito ad un infortunio            | RITIRATA in seguito ad un infortunio            | RITIRATA in seguito ad un infortunio            | RITIRATA in seguito ad un infortunio            | RITIRATA in seguito ad un infortunio            | RITIRATA in seguito ad un infortunio            | RITIRATA in seguito ad un infortunio            | RITIRATA in seguito ad un infortunio            | RITIRATA in seguito ad un infortunio            | RITIRATA in seguito ad un infortunio            | RITIRATA in seguito ad un infortunio            |
| Daniela          |                    |                    | N.D.               | N.D.               | N.D.               |                    | ELIMINATA con il consenso di tutti i professori | ELIMINATA con il consenso di tutti i professori | ELIMINATA con il consenso di tutti i professori | ELIMINATA con il consenso di tutti i professori | ELIMINATA con il consenso di tutti i professori | ELIMINATA con il consenso di tutti i professori | ELIMINATA con il consenso di tutti i professori | ELIMINATA con il consenso di tutti i professori | ELIMINATA con il consenso di tutti i professori | ELIMINATA con il consenso di tutti i professori | ELIMINATA con il consenso di tutti i professori | ELIMINATA con il consenso di tutti i professori | ELIMINATA con il consenso di tutti i professori | ELIMINATA con il consenso di tutti i professori | ELIMINATA con il consenso di tutti i professori | ELIMINATA con il consenso di tutti i professori | ELIMINATA con il consenso di tutti i professori | ELIMINATA con il consenso di tutti i professori | ELIMINATA con il consenso di tutti i professori | ELIMINATA con il consenso di tutti i professori |

### Canto
| Settimana | 1           | 2           | 3           | 3           | 4                                               | 4                                               | 5                                               | 6                                               | 6                                               | 7                                               | 7                                               | 8                                               | 8                                               | 9                                               | 9                                               | 10                                              | 10                                              | 11                                              | 12                                              | 12                                              | 12                                              | 13                                              | 14                                              | 15                                              | 16                                              | 17                                              |
| --------- | ----------- | ----------- | ----------- | ----------- | ----------------------------------------------- | ----------------------------------------------- | ----------------------------------------------- | ----------------------------------------------- | ----------------------------------------------- | ----------------------------------------------- | ----------------------------------------------- | ----------------------------------------------- | ----------------------------------------------- | ----------------------------------------------- | ----------------------------------------------- | ----------------------------------------------- | ----------------------------------------------- | ----------------------------------------------- | ----------------------------------------------- | ----------------------------------------------- | ----------------------------------------------- | ----------------------------------------------- | ----------------------------------------------- | ----------------------------------------------- | ----------------------------------------------- | ----------------------------------------------- |
| Lele      |             |             | +1          | –           | +1                                              | –                                               | –                                               | 8                                               | 8                                               | +2                                              | –                                               |                                                 | –                                               | C +1                                            | –                                               |                                                 | –                                               |                                                 |                                                 |                                                 | –                                               |                                                 |                                                 |                                                 |                                                 |                                                 |
| Chiara    |             | +1          |             | –           | N.D.                                            | –                                               | –                                               | N.D.                                            | N.D.                                            | C                                               | –                                               |                                                 | –                                               | [ N 8 ]                                         | –                                               |                                                 | –                                               | +1                                              |                                                 |                                                 | –                                               |                                                 |                                                 |                                                 |                                                 |                                                 |
| Elodie    |             |             | C N.D.      | –           | +1                                              | –                                               | –                                               | 7                                               | 7                                               | +1                                              | –                                               | +2                                              | –                                               | +2                                              | –                                               | +1                                              | –                                               | C +1                                            | +1                                              | +1                                              | –                                               |                                                 |                                                 |                                                 |                                                 |                                                 |
| Sergio    |             | +1          | +1          | –           | C +2                                            | –                                               | –                                               | 8                                               | 8                                               |                                                 | –                                               | N.D.                                            | –                                               |                                                 | –                                               | N.D.                                            | –                                               | C                                               |                                                 |                                                 |                                                 |                                                 |                                                 |                                                 |                                                 |                                                 |
| Cristiano |             |             | +1          | –           | N.D.                                            | –                                               | –                                               | 0                                               | 0                                               | N.D.                                            | –                                               | +1                                              | –                                               | C                                               |                                                 | +1                                              |                                                 | N.D.                                            | N.D.                                            | N.D.                                            | –                                               |                                                 |                                                 |                                                 |                                                 |                                                 |
| La Rua    |             | C +1        | +1          | –           | +1                                              | –                                               | –                                               | 3                                               | 3                                               |                                                 | –                                               | C                                               | –                                               | N.D.                                            | –                                               | +1                                              | –                                               |                                                 | C                                               | C                                               | –                                               | –                                               | –                                               | –                                               |                                                 |                                                 |
| Joshua    | Non in gara | Non in gara | Non in gara | Non in gara |                                                 | –                                               | –                                               | V                                               | V                                               | N.D.                                            | –                                               | N.D.                                            | –                                               | N.D.                                            | –                                               |                                                 | –                                               | N.D.                                            | N.D.                                            | N.D.                                            | –                                               | –                                               |                                                 | –                                               |                                                 |                                                 |
| Nevenera  | Non in gara | Non in gara | Non in gara | Non in gara | Non in gara                                     | Non in gara                                     | Non in gara                                     | Non in gara                                     | Non in gara                                     | Non in gara                                     | Non in gara                                     | Non in gara                                     | Non in gara                                     |                                                 | –                                               | N.D.                                            | –                                               | N.D.                                            | C +1                                            | C +1                                            | –                                               | –                                               | –                                               | –                                               |                                                 |                                                 |
| Nick      |             | +1          |             | –           |                                                 | –                                               | –                                               | N.D.                                            | N.D.                                            | C N.D.                                          | –                                               | N.D.                                            | –                                               | N.D.                                            |                                                 | N.D.                                            |                                                 | +1                                              | N.D.                                            | N.D.                                            | –                                               |                                                 | –                                               |                                                 |                                                 |                                                 |
| Carmela   | Non in gara | Non in gara | Non in gara | Non in gara | Non in gara                                     | Non in gara                                     | Non in gara                                     |                                                 |                                                 |                                                 | –                                               | N.D.                                            |                                                 | ELIMINATA con il consenso di tutti i professori | ELIMINATA con il consenso di tutti i professori | ELIMINATA con il consenso di tutti i professori | ELIMINATA con il consenso di tutti i professori | ELIMINATA con il consenso di tutti i professori | ELIMINATA con il consenso di tutti i professori | ELIMINATA con il consenso di tutti i professori | ELIMINATA con il consenso di tutti i professori | ELIMINATA con il consenso di tutti i professori | ELIMINATA con il consenso di tutti i professori | ELIMINATA con il consenso di tutti i professori | ELIMINATA con il consenso di tutti i professori | ELIMINATA con il consenso di tutti i professori |
| Yvonne    |             | N.D.        | N.D.        |             | N.D.                                            |                                                 | –                                               | C P                                             | C P                                             | N.D.                                            |                                                 | ELIMINATA con il consenso di tutti i professori | ELIMINATA con il consenso di tutti i professori | ELIMINATA con il consenso di tutti i professori | ELIMINATA con il consenso di tutti i professori | ELIMINATA con il consenso di tutti i professori | ELIMINATA con il consenso di tutti i professori | ELIMINATA con il consenso di tutti i professori | ELIMINATA con il consenso di tutti i professori | ELIMINATA con il consenso di tutti i professori | ELIMINATA con il consenso di tutti i professori | ELIMINATA con il consenso di tutti i professori | ELIMINATA con il consenso di tutti i professori | ELIMINATA con il consenso di tutti i professori | ELIMINATA con il consenso di tutti i professori | ELIMINATA con il consenso di tutti i professori |
| Luca      |             | +1          |             | –           |                                                 | –                                               | –                                               | N.D.                                            | N.D.                                            |                                                 | ELIMINATO con il consenso di tutti i professori | ELIMINATO con il consenso di tutti i professori | ELIMINATO con il consenso di tutti i professori | ELIMINATO con il consenso di tutti i professori | ELIMINATO con il consenso di tutti i professori | ELIMINATO con il consenso di tutti i professori | ELIMINATO con il consenso di tutti i professori | ELIMINATO con il consenso di tutti i professori | ELIMINATO con il consenso di tutti i professori | ELIMINATO con il consenso di tutti i professori | ELIMINATO con il consenso di tutti i professori | ELIMINATO con il consenso di tutti i professori | ELIMINATO con il consenso di tutti i professori | ELIMINATO con il consenso di tutti i professori | ELIMINATO con il consenso di tutti i professori | ELIMINATO con il consenso di tutti i professori |
| Raft      |             |             |             |             | N.D.                                            | –                                               | –                                               | 5                                               |                                                 | PERDONO la sfida contro Carmela                 | PERDONO la sfida contro Carmela                 | PERDONO la sfida contro Carmela                 | PERDONO la sfida contro Carmela                 | PERDONO la sfida contro Carmela                 | PERDONO la sfida contro Carmela                 | PERDONO la sfida contro Carmela                 | PERDONO la sfida contro Carmela                 | PERDONO la sfida contro Carmela                 | PERDONO la sfida contro Carmela                 | PERDONO la sfida contro Carmela                 | PERDONO la sfida contro Carmela                 | PERDONO la sfida contro Carmela                 | PERDONO la sfida contro Carmela                 | PERDONO la sfida contro Carmela                 | PERDONO la sfida contro Carmela                 | PERDONO la sfida contro Carmela                 |
| Floriana  |             | N.D.        | N.D.        |             |                                                 |                                                 | ELIMINATA con il consenso di tutti i professori | ELIMINATA con il consenso di tutti i professori | ELIMINATA con il consenso di tutti i professori | ELIMINATA con il consenso di tutti i professori | ELIMINATA con il consenso di tutti i professori | ELIMINATA con il consenso di tutti i professori | ELIMINATA con il consenso di tutti i professori | ELIMINATA con il consenso di tutti i professori | ELIMINATA con il consenso di tutti i professori | ELIMINATA con il consenso di tutti i professori | ELIMINATA con il consenso di tutti i professori | ELIMINATA con il consenso di tutti i professori | ELIMINATA con il consenso di tutti i professori | ELIMINATA con il consenso di tutti i professori | ELIMINATA con il consenso di tutti i professori | ELIMINATA con il consenso di tutti i professori | ELIMINATA con il consenso di tutti i professori | ELIMINATA con il consenso di tutti i professori | ELIMINATA con il consenso di tutti i professori | ELIMINATA con il consenso di tutti i professori |
| Metrò     |             | N.D.        | C           | –           |                                                 | PERDONO la sfida contro Joshua                  | PERDONO la sfida contro Joshua                  | PERDONO la sfida contro Joshua                  | PERDONO la sfida contro Joshua                  | PERDONO la sfida contro Joshua                  | PERDONO la sfida contro Joshua                  | PERDONO la sfida contro Joshua                  | PERDONO la sfida contro Joshua                  | PERDONO la sfida contro Joshua                  | PERDONO la sfida contro Joshua                  | PERDONO la sfida contro Joshua                  | PERDONO la sfida contro Joshua                  | PERDONO la sfida contro Joshua                  | PERDONO la sfida contro Joshua                  | PERDONO la sfida contro Joshua                  | PERDONO la sfida contro Joshua                  | PERDONO la sfida contro Joshua                  | PERDONO la sfida contro Joshua                  | PERDONO la sfida contro Joshua                  | PERDONO la sfida contro Joshua                  | PERDONO la sfida contro Joshua                  |
| Aula 39   |             | N.D.        |             |             | ELIMINATI con il consenso di tutti i professori | ELIMINATI con il consenso di tutti i professori | ELIMINATI con il consenso di tutti i professori | ELIMINATI con il consenso di tutti i professori | ELIMINATI con il consenso di tutti i professori | ELIMINATI con il consenso di tutti i professori | ELIMINATI con il consenso di tutti i professori | ELIMINATI con il consenso di tutti i professori | ELIMINATI con il consenso di tutti i professori | ELIMINATI con il consenso di tutti i professori | ELIMINATI con il consenso di tutti i professori | ELIMINATI con il consenso di tutti i professori | ELIMINATI con il consenso di tutti i professori | ELIMINATI con il consenso di tutti i professori | ELIMINATI con il consenso di tutti i professori | ELIMINATI con il consenso di tutti i professori | ELIMINATI con il consenso di tutti i professori | ELIMINATI con il consenso di tutti i professori | ELIMINATI con il consenso di tutti i professori | ELIMINATI con il consenso di tutti i professori | ELIMINATI con il consenso di tutti i professori | ELIMINATI con il consenso di tutti i professori |

## Tabellone delle verifiche
Legenda:

     Non candidato/a a sottoporsi a verifiche poiché fa parte della squadra vincente

     Non candidato/a a sottoporsi a verifiche poiché fa parte della squadra vincente dopo ballottaggio

     Candidato/a a sottoporsi a una verifica poiché fa parte della squadra perdente

     Giudicato/a inschierabile

     In sfida

     In sfida immediata

     Vince la sfida

     Proposto/a per l'eliminazione, ma salvato/a dagli altri professori

     Riconfermato

     Entra nella scuola

     Sfida interna

     Sostiene un esame davanti ai direttori artistici

 Giudizio espresso da Braga

 Giudizio espresso da Maccarini

 Giudizio espresso da Zerbi

 Giudizio espresso da Moro

 Giudizio espresso da Di Francesco
 Sceglie la squadra Blu /Entra a far parte della squadra Blu

 Giudizio espresso da Celentano

 Giudizio espresso da Titova

 Giudizio espresso da Garrison

 Giudizio espresso da Peparini

 Giudizio espresso da Kledi

 Giudizio espresso dall'intera commissione
 Sceglie la squadra Bianca /Entra a far parte della squadra Bianca
 Semaforo verde

 Semaforo giallo

 Semaforo rosso

### Ballo
| Settimana        | 1                  | 2                  | 2                  | 3                  | 3                  | 3                  | 4                  | 4                  | 5                                               | 6                                               | 6                                               | 7                                               | 7                                               | 8                                               | 8                                               | 9                                               | 9                                               | 10                                              | 10                                              | 10                                              | 11                                              | 11                                              | 12                                              | 12                                              | 12                                              | 13                                              | 13                                              | 13                                              | 14                                              | 14                                              | 14                                              | 14                                              | 14                                              | 15                                              | 15                                              | 16                                              | 16                                              | 17                                              | 17                                              |
| ---------------- | ------------------ | ------------------ | ------------------ | ------------------ | ------------------ | ------------------ | ------------------ | ------------------ | ----------------------------------------------- | ----------------------------------------------- | ----------------------------------------------- | ----------------------------------------------- | ----------------------------------------------- | ----------------------------------------------- | ----------------------------------------------- | ----------------------------------------------- | ----------------------------------------------- | ----------------------------------------------- | ----------------------------------------------- | ----------------------------------------------- | ----------------------------------------------- | ----------------------------------------------- | ----------------------------------------------- | ----------------------------------------------- | ----------------------------------------------- | ----------------------------------------------- | ----------------------------------------------- | ----------------------------------------------- | ----------------------------------------------- | ----------------------------------------------- | ----------------------------------------------- | ----------------------------------------------- | ----------------------------------------------- | ----------------------------------------------- | ----------------------------------------------- | ----------------------------------------------- | ----------------------------------------------- | ----------------------------------------------- | ----------------------------------------------- |
| Gabriele         |                    |                    |                    |                    |                    | –                  |                    | –                  | –                                               |                                                 |                                                 |                                                 | –                                               |                                                 |                                                 |                                                 |                                                 |                                                 |                                                 | –                                               |                                                 |                                                 |                                                 |                                                 | –                                               |                                                 |                                                 |                                                 |                                                 |                                                 |                                                 |                                                 |                                                 |                                                 |                                                 |                                                 |                                                 |                                                 |                                                 |
| Alessio          |                    |                    |                    | N.D.               | N.D.               | –                  | N.D.               |                    | –                                               |                                                 |                                                 | N.D.                                            | –                                               |                                                 |                                                 |                                                 |                                                 |                                                 |                                                 | –                                               |                                                 |                                                 |                                                 |                                                 | –                                               |                                                 |                                                 |                                                 |                                                 |                                                 |                                                 |                                                 |                                                 |                                                 |                                                 |                                                 |                                                 |                                                 |                                                 |
| Ale              | Non in gara        | Non in gara        | Non in gara        | Non in gara        | Non in gara        | Non in gara        | Non in gara        | Non in gara        | Non in gara                                     | Non in gara                                     | Non in gara                                     | Non in gara                                     | Non in gara                                     | Non in gara                                     | Non in gara                                     |                                                 |                                                 |                                                 |                                                 | –                                               |                                                 |                                                 |                                                 |                                                 | –                                               | –                                               | –                                               | –                                               |                                                 |                                                 |                                                 |                                                 |                                                 |                                                 |                                                 |                                                 |                                                 |                                                 |                                                 |
| Patrizio         | Non in gara        | Non in gara        | Non in gara        | Non in gara        | Non in gara        | Non in gara        | Non in gara        | Non in gara        | Non in gara                                     | Non in gara                                     | Non in gara                                     | Non in gara                                     | Non in gara                                     |                                                 |                                                 |                                                 |                                                 | N.D.                                            | N.D.                                            | –                                               | N.D.                                            | N.D.                                            |                                                 |                                                 | –                                               |                                                 |                                                 |                                                 | –                                               | –                                               | –                                               |                                                 |                                                 |                                                 |                                                 |                                                 |                                                 |                                                 |                                                 |
| Emanuele         | Non in gara        | Non in gara        | Non in gara        | Non in gara        | Non in gara        | Non in gara        | Non in gara        | Non in gara        | Non in gara                                     | Non in gara                                     | Non in gara                                     | Non in gara                                     |                                                 | N.D.                                            | N.D.                                            | V                                               | N.D.                                            |                                                 |                                                 | –                                               | N.D.                                            | N.D.                                            |                                                 |                                                 |                                                 | –                                               | –                                               | –                                               |                                                 |                                                 |                                                 | –                                               | –                                               |                                                 | –                                               |                                                 |                                                 |                                                 |                                                 |
| Michele          |                    |                    |                    |                    |                    | –                  |                    | –                  | –                                               |                                                 |                                                 |                                                 | –                                               |                                                 |                                                 |                                                 |                                                 |                                                 |                                                 | –                                               |                                                 |                                                 | N.D.                                            | N.D.                                            | –                                               | –                                               | –                                               | –                                               |                                                 |                                                 |                                                 | –                                               | –                                               |                                                 | –                                               |                                                 |                                                 |                                                 |                                                 |
| Arianna          | Non in gara        | Non in gara        | Non in gara        | Non in gara        | Non in gara        | Non in gara        | Non in gara        | Non in gara        |                                                 |                                                 |                                                 | N.D.                                            | –                                               |                                                 |                                                 | N.D.                                            | N.D.                                            | N.D.                                            | N.D.                                            |                                                 |                                                 |                                                 | N.D.                                            | N.D.                                            | –                                               | –                                               | –                                               | –                                               | –                                               | –                                               | –                                               |                                                 |                                                 |                                                 | –                                               |                                                 |                                                 |                                                 |                                                 |
| Benedetta        | In coppia con Luca | In coppia con Luca | In coppia con Luca | In coppia con Luca | In coppia con Luca | In coppia con Luca | In coppia con Luca | In coppia con Luca | In coppia con Luca                              | In coppia con Luca                              | In coppia con Luca                              | In coppia con Luca                              | In coppia con Luca                              | In coppia con Luca                              | In coppia con Luca                              | In coppia con Luca                              | N.D.                                            |                                                 |                                                 | –                                               | N.D.                                            | N.D.                                            | N.D.                                            | N.D.                                            | –                                               | –                                               | –                                               | –                                               |                                                 |                                                 |                                                 | –                                               | –                                               |                                                 | –                                               |                                                 |                                                 |                                                 |                                                 |
| Andreas          |                    |                    |                    |                    |                    |                    |                    | –                  | –                                               |                                                 |                                                 |                                                 | –                                               |                                                 |                                                 |                                                 |                                                 |                                                 |                                                 | –                                               |                                                 |                                                 |                                                 |                                                 | –                                               |                                                 |                                                 |                                                 |                                                 |                                                 |                                                 |                                                 |                                                 |                                                 |                                                 | RITIRATO in seguito ad un infortunio            | RITIRATO in seguito ad un infortunio            | RITIRATO in seguito ad un infortunio            | RITIRATO in seguito ad un infortunio            |
| Luca e Benedetta |                    |                    |                    | N.D.               | N.D.               | –                  |                    | –                  | –                                               |                                                 |                                                 |                                                 | –                                               | N.D.                                            | N.D.                                            | P                                               | PERDE la sfida interna contro Emanuele          | PERDE la sfida interna contro Emanuele          | PERDE la sfida interna contro Emanuele          | PERDE la sfida interna contro Emanuele          | PERDE la sfida interna contro Emanuele          | PERDE la sfida interna contro Emanuele          | PERDE la sfida interna contro Emanuele          | PERDE la sfida interna contro Emanuele          | PERDE la sfida interna contro Emanuele          | PERDE la sfida interna contro Emanuele          | PERDE la sfida interna contro Emanuele          | PERDE la sfida interna contro Emanuele          | PERDE la sfida interna contro Emanuele          | PERDE la sfida interna contro Emanuele          | PERDE la sfida interna contro Emanuele          | PERDE la sfida interna contro Emanuele          | PERDE la sfida interna contro Emanuele          | PERDE la sfida interna contro Emanuele          | PERDE la sfida interna contro Emanuele          | PERDE la sfida interna contro Emanuele          | PERDE la sfida interna contro Emanuele          | PERDE la sfida interna contro Emanuele          | PERDE la sfida interna contro Emanuele          |
| Francesco        | Non in gara        | Non in gara        | Non in gara        | Non in gara        | Non in gara        | Non in gara        | Non in gara        | Non in gara        | Non in gara                                     |                                                 |                                                 | N.D.                                            |                                                 | RITIRATO per motivi personali                   | RITIRATO per motivi personali                   | RITIRATO per motivi personali                   | RITIRATO per motivi personali                   | RITIRATO per motivi personali                   | RITIRATO per motivi personali                   | RITIRATO per motivi personali                   | RITIRATO per motivi personali                   | RITIRATO per motivi personali                   | RITIRATO per motivi personali                   | RITIRATO per motivi personali                   | RITIRATO per motivi personali                   | RITIRATO per motivi personali                   | RITIRATO per motivi personali                   | RITIRATO per motivi personali                   | RITIRATO per motivi personali                   | RITIRATO per motivi personali                   | RITIRATO per motivi personali                   | RITIRATO per motivi personali                   | RITIRATO per motivi personali                   | RITIRATO per motivi personali                   | RITIRATO per motivi personali                   | RITIRATO per motivi personali                   | RITIRATO per motivi personali                   | RITIRATO per motivi personali                   | RITIRATO per motivi personali                   |
| Paolo            |                    | N.D.               | N.D.               |                    |                    | –                  |                    |                    | –                                               |                                                 |                                                 | N.D.                                            |                                                 | ELIMINATO con il consenso di tutti i professori | ELIMINATO con il consenso di tutti i professori | ELIMINATO con il consenso di tutti i professori | ELIMINATO con il consenso di tutti i professori | ELIMINATO con il consenso di tutti i professori | ELIMINATO con il consenso di tutti i professori | ELIMINATO con il consenso di tutti i professori | ELIMINATO con il consenso di tutti i professori | ELIMINATO con il consenso di tutti i professori | ELIMINATO con il consenso di tutti i professori | ELIMINATO con il consenso di tutti i professori | ELIMINATO con il consenso di tutti i professori | ELIMINATO con il consenso di tutti i professori | ELIMINATO con il consenso di tutti i professori | ELIMINATO con il consenso di tutti i professori | ELIMINATO con il consenso di tutti i professori | ELIMINATO con il consenso di tutti i professori | ELIMINATO con il consenso di tutti i professori | ELIMINATO con il consenso di tutti i professori | ELIMINATO con il consenso di tutti i professori | ELIMINATO con il consenso di tutti i professori | ELIMINATO con il consenso di tutti i professori | ELIMINATO con il consenso di tutti i professori | ELIMINATO con il consenso di tutti i professori | ELIMINATO con il consenso di tutti i professori | ELIMINATO con il consenso di tutti i professori |
| Gessica          |                    |                    | [ N 18 ]           |                    |                    | –                  | [ N 7 ]            | –                  |                                                 | RITIRATA in seguito ad un infortunio            | RITIRATA in seguito ad un infortunio            | RITIRATA in seguito ad un infortunio            | RITIRATA in seguito ad un infortunio            | RITIRATA in seguito ad un infortunio            | RITIRATA in seguito ad un infortunio            | RITIRATA in seguito ad un infortunio            | RITIRATA in seguito ad un infortunio            | RITIRATA in seguito ad un infortunio            | RITIRATA in seguito ad un infortunio            | RITIRATA in seguito ad un infortunio            | RITIRATA in seguito ad un infortunio            | RITIRATA in seguito ad un infortunio            | RITIRATA in seguito ad un infortunio            | RITIRATA in seguito ad un infortunio            | RITIRATA in seguito ad un infortunio            | RITIRATA in seguito ad un infortunio            | RITIRATA in seguito ad un infortunio            | RITIRATA in seguito ad un infortunio            | RITIRATA in seguito ad un infortunio            | RITIRATA in seguito ad un infortunio            | RITIRATA in seguito ad un infortunio            | RITIRATA in seguito ad un infortunio            | RITIRATA in seguito ad un infortunio            | RITIRATA in seguito ad un infortunio            | RITIRATA in seguito ad un infortunio            | RITIRATA in seguito ad un infortunio            | RITIRATA in seguito ad un infortunio            | RITIRATA in seguito ad un infortunio            | RITIRATA in seguito ad un infortunio            |
| Daniela          |                    |                    |                    | N.D.               | N.D.               | –                  | N.D.               |                    | ELIMINATA con il consenso di tutti i professori | ELIMINATA con il consenso di tutti i professori | ELIMINATA con il consenso di tutti i professori | ELIMINATA con il consenso di tutti i professori | ELIMINATA con il consenso di tutti i professori | ELIMINATA con il consenso di tutti i professori | ELIMINATA con il consenso di tutti i professori | ELIMINATA con il consenso di tutti i professori | ELIMINATA con il consenso di tutti i professori | ELIMINATA con il consenso di tutti i professori | ELIMINATA con il consenso di tutti i professori | ELIMINATA con il consenso di tutti i professori | ELIMINATA con il consenso di tutti i professori | ELIMINATA con il consenso di tutti i professori | ELIMINATA con il consenso di tutti i professori | ELIMINATA con il consenso di tutti i professori | ELIMINATA con il consenso di tutti i professori | ELIMINATA con il consenso di tutti i professori | ELIMINATA con il consenso di tutti i professori | ELIMINATA con il consenso di tutti i professori | ELIMINATA con il consenso di tutti i professori | ELIMINATA con il consenso di tutti i professori | ELIMINATA con il consenso di tutti i professori | ELIMINATA con il consenso di tutti i professori | ELIMINATA con il consenso di tutti i professori | ELIMINATA con il consenso di tutti i professori | ELIMINATA con il consenso di tutti i professori | ELIMINATA con il consenso di tutti i professori | ELIMINATA con il consenso di tutti i professori | ELIMINATA con il consenso di tutti i professori | ELIMINATA con il consenso di tutti i professori |

### Canto
| Settimana | 1           | 2           | 2           | 3           | 3           | 3           | 3           | 4                                               | 4                                               | 5                                               | 6                                               | 6                                               | 6                                               | 7                                               | 7                                               | 7                                               | 8                                               | 8                                               | 8                                               | 9                                               | 9                                               | 9                                               | 10                                              | 10                                              | 10                                              | 11                                              | 11                                              | 12                                              | 12                                              | 12                                              | 13                                              | 13                                              | 14                                              | 15                                              | 15                                              | 16                                              | 16                                              | 17                                              | 17                                              |
| --------- | ----------- | ----------- | ----------- | ----------- | ----------- | ----------- | ----------- | ----------------------------------------------- | ----------------------------------------------- | ----------------------------------------------- | ----------------------------------------------- | ----------------------------------------------- | ----------------------------------------------- | ----------------------------------------------- | ----------------------------------------------- | ----------------------------------------------- | ----------------------------------------------- | ----------------------------------------------- | ----------------------------------------------- | ----------------------------------------------- | ----------------------------------------------- | ----------------------------------------------- | ----------------------------------------------- | ----------------------------------------------- | ----------------------------------------------- | ----------------------------------------------- | ----------------------------------------------- | ----------------------------------------------- | ----------------------------------------------- | ----------------------------------------------- | ----------------------------------------------- | ----------------------------------------------- | ----------------------------------------------- | ----------------------------------------------- | ----------------------------------------------- | ----------------------------------------------- | ----------------------------------------------- | ----------------------------------------------- | ----------------------------------------------- |
| Lele      |             |             | –           |             |             | –           | –           |                                                 | –                                               | –                                               |                                                 |                                                 | –                                               |                                                 |                                                 | –                                               |                                                 |                                                 | –                                               |                                                 |                                                 | –                                               |                                                 |                                                 | –                                               |                                                 |                                                 |                                                 |                                                 | –                                               |                                                 |                                                 |                                                 |                                                 |                                                 |                                                 |                                                 |                                                 |                                                 |
| Chiara    |             |             | –           |             |             | –           | –           | N.D.                                            | –                                               | –                                               |                                                 |                                                 | –                                               |                                                 |                                                 | –                                               |                                                 |                                                 | –                                               |                                                 |                                                 | –                                               |                                                 |                                                 | –                                               |                                                 |                                                 |                                                 |                                                 | –                                               |                                                 |                                                 |                                                 |                                                 |                                                 |                                                 |                                                 |                                                 |                                                 |
| Elodie    |             |             | –           |             |             | –           | –           |                                                 | –                                               | –                                               |                                                 |                                                 | –                                               |                                                 |                                                 | –                                               |                                                 |                                                 | –                                               |                                                 |                                                 | –                                               |                                                 |                                                 | –                                               |                                                 |                                                 |                                                 |                                                 | –                                               |                                                 |                                                 |                                                 |                                                 |                                                 |                                                 |                                                 |                                                 |                                                 |
| Sergio    |             |             | –           |             |             | –           | –           |                                                 | –                                               | –                                               |                                                 |                                                 | –                                               |                                                 |                                                 | –                                               | N.D.                                            | N.D.                                            | –                                               |                                                 |                                                 | –                                               | N.D.                                            | N.D.                                            | –                                               |                                                 |                                                 |                                                 |                                                 |                                                 |                                                 |                                                 |                                                 |                                                 |                                                 |                                                 |                                                 |                                                 |                                                 |
| Cristiano |             |             | –           |             |             | –           | –           | N.D.                                            | –                                               | –                                               |                                                 |                                                 | –                                               |                                                 |                                                 | –                                               |                                                 |                                                 | –                                               |                                                 |                                                 |                                                 |                                                 |                                                 |                                                 | N.D.                                            | N.D.                                            | N.D.                                            | N.D.                                            | –                                               |                                                 |                                                 |                                                 |                                                 |                                                 |                                                 |                                                 |                                                 |                                                 |
| La Rua    |             |             | –           |             |             | –           | –           |                                                 | –                                               | –                                               |                                                 |                                                 | –                                               |                                                 |                                                 | –                                               |                                                 |                                                 | –                                               | N.D.                                            | N.D.                                            | –                                               |                                                 |                                                 | –                                               |                                                 |                                                 |                                                 |                                                 | –                                               | –                                               | –                                               | –                                               | –                                               | –                                               |                                                 |                                                 |                                                 |                                                 |
| Joshua    | Non in gara | Non in gara | Non in gara | Non in gara | Non in gara | Non in gara | Non in gara |                                                 | –                                               | –                                               |                                                 |                                                 | –                                               | N.D.                                            | N.D.                                            | –                                               | N.D.                                            | N.D.                                            | –                                               | N.D.                                            | N.D.                                            | –                                               |                                                 |                                                 | –                                               | N.D.                                            | N.D.                                            | N.D.                                            | N.D.                                            | –                                               | –                                               | –                                               |                                                 | –                                               | –                                               |                                                 |                                                 |                                                 |                                                 |
| Nevenera  | Non in gara | Non in gara | Non in gara | Non in gara | Non in gara | Non in gara | Non in gara | Non in gara                                     | Non in gara                                     | Non in gara                                     | Non in gara                                     | Non in gara                                     | Non in gara                                     | Non in gara                                     | Non in gara                                     | Non in gara                                     | Non in gara                                     | Non in gara                                     | Non in gara                                     | [ N 19 ]                                        | [ N 19 ]                                        | –                                               | N.D.                                            | N.D.                                            | –                                               | N.D.                                            | N.D.                                            |                                                 |                                                 | –                                               | –                                               | –                                               | –                                               | –                                               | –                                               |                                                 |                                                 |                                                 |                                                 |
| Nick      |             |             | –           |             |             | –           | –           |                                                 | –                                               | –                                               | N.D.                                            | N.D.                                            | –                                               |                                                 |                                                 | –                                               | N.D.                                            | N.D.                                            | –                                               | N.D.                                            | N.D.                                            |                                                 | N.D.                                            | N.D.                                            |                                                 |                                                 |                                                 | N.D.                                            | N.D.                                            | –                                               |                                                 |                                                 | –                                               |                                                 |                                                 |                                                 |                                                 |                                                 |                                                 |
| Carmela   | Non in gara | Non in gara | Non in gara | Non in gara | Non in gara | Non in gara | Non in gara | Non in gara                                     | Non in gara                                     | Non in gara                                     |                                                 |                                                 |                                                 | –                                               | –                                               |                                                 | N.D.                                            | N.D.                                            |                                                 | ELIMINATA con il consenso di tutti i professori | ELIMINATA con il consenso di tutti i professori | ELIMINATA con il consenso di tutti i professori | ELIMINATA con il consenso di tutti i professori | ELIMINATA con il consenso di tutti i professori | ELIMINATA con il consenso di tutti i professori | ELIMINATA con il consenso di tutti i professori | ELIMINATA con il consenso di tutti i professori | ELIMINATA con il consenso di tutti i professori | ELIMINATA con il consenso di tutti i professori | ELIMINATA con il consenso di tutti i professori | ELIMINATA con il consenso di tutti i professori | ELIMINATA con il consenso di tutti i professori | ELIMINATA con il consenso di tutti i professori | ELIMINATA con il consenso di tutti i professori | ELIMINATA con il consenso di tutti i professori | ELIMINATA con il consenso di tutti i professori | ELIMINATA con il consenso di tutti i professori | ELIMINATA con il consenso di tutti i professori | ELIMINATA con il consenso di tutti i professori |
| Yvonne    |             | N.D.        | –           | N.D.        | N.D.        |             |             | N.D.                                            |                                                 | –                                               |                                                 |                                                 | –                                               | N.D.                                            | N.D.                                            |                                                 | ELIMINATA con il consenso di tutti i professori | ELIMINATA con il consenso di tutti i professori | ELIMINATA con il consenso di tutti i professori | ELIMINATA con il consenso di tutti i professori | ELIMINATA con il consenso di tutti i professori | ELIMINATA con il consenso di tutti i professori | ELIMINATA con il consenso di tutti i professori | ELIMINATA con il consenso di tutti i professori | ELIMINATA con il consenso di tutti i professori | ELIMINATA con il consenso di tutti i professori | ELIMINATA con il consenso di tutti i professori | ELIMINATA con il consenso di tutti i professori | ELIMINATA con il consenso di tutti i professori | ELIMINATA con il consenso di tutti i professori | ELIMINATA con il consenso di tutti i professori | ELIMINATA con il consenso di tutti i professori | ELIMINATA con il consenso di tutti i professori | ELIMINATA con il consenso di tutti i professori | ELIMINATA con il consenso di tutti i professori | ELIMINATA con il consenso di tutti i professori | ELIMINATA con il consenso di tutti i professori | ELIMINATA con il consenso di tutti i professori | ELIMINATA con il consenso di tutti i professori |
| Luca      |             |             | –           |             |             | –           | –           |                                                 | –                                               | –                                               | N.D.                                            | N.D.                                            | –                                               |                                                 |                                                 | ELIMINATO con il consenso di tutti i professori | ELIMINATO con il consenso di tutti i professori | ELIMINATO con il consenso di tutti i professori | ELIMINATO con il consenso di tutti i professori | ELIMINATO con il consenso di tutti i professori | ELIMINATO con il consenso di tutti i professori | ELIMINATO con il consenso di tutti i professori | ELIMINATO con il consenso di tutti i professori | ELIMINATO con il consenso di tutti i professori | ELIMINATO con il consenso di tutti i professori | ELIMINATO con il consenso di tutti i professori | ELIMINATO con il consenso di tutti i professori | ELIMINATO con il consenso di tutti i professori | ELIMINATO con il consenso di tutti i professori | ELIMINATO con il consenso di tutti i professori | ELIMINATO con il consenso di tutti i professori | ELIMINATO con il consenso di tutti i professori | ELIMINATO con il consenso di tutti i professori | ELIMINATO con il consenso di tutti i professori | ELIMINATO con il consenso di tutti i professori | ELIMINATO con il consenso di tutti i professori | ELIMINATO con il consenso di tutti i professori | ELIMINATO con il consenso di tutti i professori | ELIMINATO con il consenso di tutti i professori |
| Raft      |             |             |             | –           | –           |             |             | N.D.                                            | –                                               | –                                               |                                                 |                                                 | PERDONO la sfida contro Carmela                 | PERDONO la sfida contro Carmela                 | PERDONO la sfida contro Carmela                 | PERDONO la sfida contro Carmela                 | PERDONO la sfida contro Carmela                 | PERDONO la sfida contro Carmela                 | PERDONO la sfida contro Carmela                 | PERDONO la sfida contro Carmela                 | PERDONO la sfida contro Carmela                 | PERDONO la sfida contro Carmela                 | PERDONO la sfida contro Carmela                 | PERDONO la sfida contro Carmela                 | PERDONO la sfida contro Carmela                 | PERDONO la sfida contro Carmela                 | PERDONO la sfida contro Carmela                 | PERDONO la sfida contro Carmela                 | PERDONO la sfida contro Carmela                 | PERDONO la sfida contro Carmela                 | PERDONO la sfida contro Carmela                 | PERDONO la sfida contro Carmela                 | PERDONO la sfida contro Carmela                 | PERDONO la sfida contro Carmela                 | PERDONO la sfida contro Carmela                 | PERDONO la sfida contro Carmela                 | PERDONO la sfida contro Carmela                 | PERDONO la sfida contro Carmela                 | PERDONO la sfida contro Carmela                 |
| Floriana  |             | N.D.        | –           | N.D.        | N.D.        |             |             | –                                               |                                                 | ELIMINATA con il consenso di tutti i professori | ELIMINATA con il consenso di tutti i professori | ELIMINATA con il consenso di tutti i professori | ELIMINATA con il consenso di tutti i professori | ELIMINATA con il consenso di tutti i professori | ELIMINATA con il consenso di tutti i professori | ELIMINATA con il consenso di tutti i professori | ELIMINATA con il consenso di tutti i professori | ELIMINATA con il consenso di tutti i professori | ELIMINATA con il consenso di tutti i professori | ELIMINATA con il consenso di tutti i professori | ELIMINATA con il consenso di tutti i professori | ELIMINATA con il consenso di tutti i professori | ELIMINATA con il consenso di tutti i professori | ELIMINATA con il consenso di tutti i professori | ELIMINATA con il consenso di tutti i professori | ELIMINATA con il consenso di tutti i professori | ELIMINATA con il consenso di tutti i professori | ELIMINATA con il consenso di tutti i professori | ELIMINATA con il consenso di tutti i professori | ELIMINATA con il consenso di tutti i professori | ELIMINATA con il consenso di tutti i professori | ELIMINATA con il consenso di tutti i professori | ELIMINATA con il consenso di tutti i professori | ELIMINATA con il consenso di tutti i professori | ELIMINATA con il consenso di tutti i professori | ELIMINATA con il consenso di tutti i professori | ELIMINATA con il consenso di tutti i professori | ELIMINATA con il consenso di tutti i professori | ELIMINATA con il consenso di tutti i professori |
| Metrò     |             |             | –           |             | [ N 18 ]    |             |             |                                                 | PERDONO la sfida contro Joshua                  | PERDONO la sfida contro Joshua                  | PERDONO la sfida contro Joshua                  | PERDONO la sfida contro Joshua                  | PERDONO la sfida contro Joshua                  | PERDONO la sfida contro Joshua                  | PERDONO la sfida contro Joshua                  | PERDONO la sfida contro Joshua                  | PERDONO la sfida contro Joshua                  | PERDONO la sfida contro Joshua                  | PERDONO la sfida contro Joshua                  | PERDONO la sfida contro Joshua                  | PERDONO la sfida contro Joshua                  | PERDONO la sfida contro Joshua                  | PERDONO la sfida contro Joshua                  | PERDONO la sfida contro Joshua                  | PERDONO la sfida contro Joshua                  | PERDONO la sfida contro Joshua                  | PERDONO la sfida contro Joshua                  | PERDONO la sfida contro Joshua                  | PERDONO la sfida contro Joshua                  | PERDONO la sfida contro Joshua                  | PERDONO la sfida contro Joshua                  | PERDONO la sfida contro Joshua                  | PERDONO la sfida contro Joshua                  | PERDONO la sfida contro Joshua                  | PERDONO la sfida contro Joshua                  | PERDONO la sfida contro Joshua                  | PERDONO la sfida contro Joshua                  | PERDONO la sfida contro Joshua                  | PERDONO la sfida contro Joshua                  |
| Aula 39   |             |             |             | –           | –           |             |             | ELIMINATI con il consenso di tutti i professori | ELIMINATI con il consenso di tutti i professori | ELIMINATI con il consenso di tutti i professori | ELIMINATI con il consenso di tutti i professori | ELIMINATI con il consenso di tutti i professori | ELIMINATI con il consenso di tutti i professori | ELIMINATI con il consenso di tutti i professori | ELIMINATI con il consenso di tutti i professori | ELIMINATI con il consenso di tutti i professori | ELIMINATI con il consenso di tutti i professori | ELIMINATI con il consenso di tutti i professori | ELIMINATI con il consenso di tutti i professori | ELIMINATI con il consenso di tutti i professori | ELIMINATI con il consenso di tutti i professori | ELIMINATI con il consenso di tutti i professori | ELIMINATI con il consenso di tutti i professori | ELIMINATI con il consenso di tutti i professori | ELIMINATI con il consenso di tutti i professori | ELIMINATI con il consenso di tutti i professori | ELIMINATI con il consenso di tutti i professori | ELIMINATI con il consenso di tutti i professori | ELIMINATI con il consenso di tutti i professori | ELIMINATI con il consenso di tutti i professori | ELIMINATI con il consenso di tutti i professori | ELIMINATI con il consenso di tutti i professori | ELIMINATI con il consenso di tutti i professori | ELIMINATI con il consenso di tutti i professori | ELIMINATI con il consenso di tutti i professori | ELIMINATI con il consenso di tutti i professori | ELIMINATI con il consenso di tutti i professori | ELIMINATI con il consenso di tutti i professori | ELIMINATI con il consenso di tutti i professori |

## Settimane

### Settimana 2

#### 2ª puntata
Ospiti: Belén Rodríguez
Durante la settimana sono stati scelti come capitani delle due squadre Gessica Taghetti e Daniele Incicco (band La Rua), per la puntata del 28 novembre. A giudicare le sfide per il canto è Alex Braga, per il ballo Natalia Titova.

| PROVA    | SQUADRA METEORITI (DANIELE) | SQUADRA METEORITI (DANIELE)                | PUNTI                 | PUNTI                 | SQUADRA DUCHAMP (GESSICA) | SQUADRA DUCHAMP (GESSICA)                  |
| -------- | --------------------------- | ------------------------------------------ | --------------------- | --------------------- | ------------------------- | ------------------------------------------ |
| I        | SERGIO                      | Hello                                      | 1                     | 0                     | Cristiano                 | Trouble                                    |
| II       | Daniela                     | Comparata BALLO B**ch Better Have My Money | 0                     | 1                     | GESSICA                   | Comparata BALLO B**ch Better Have My Money |
| III      | CHIARA                      | Powerful                                   | 1                     | 0                     | Elodie                    | Dedicato                                   |
| IV       | Alessio                     | Violin Dubstep Power                       | 0                     | 1                     | MICHELE                   | Radioactive                                |
| V        | LA RUA                      | Non sono positivo alla normalità (inedito) | 1                     | 0                     | Raft                      | King Kong Five                             |
| VI       | Daniela                     | Comparata BALLO Stupendo fino a qui        | 0                     | 1                     | GESSICA                   | Comparata BALLO Stupendo fino a qui        |
| VII      | Lele                        | Comparata CANTO Stolen Dance               | 0                     | 1                     | LUCA                      | Comparata CANTO Stolen Dance               |
| VIII     | ANDREAS                     | Breathe on Me                              | 1                     | 0                     | Gabriele                  | Sail                                       |
| IX       | NICK                        | Love The Way You Lie                       | 1                     | 0                     | Luca                      | Blurred Lines                              |
| VITTORIA | SQUADRA METEORITI 5-4       | SQUADRA METEORITI 5-4                      | SQUADRA METEORITI 5-4 | SQUADRA METEORITI 5-4 | SQUADRA METEORITI 5-4     | SQUADRA METEORITI 5-4                      |
| VITTORIA | IN SFIDA: GESSICA           |                                            |                       |                       |                           |                                            |

### Settimana 3

#### 3ª puntata
Ospiti: The Kolors
All'inizio della puntata di sabato 5 dicembre si è svolta la sfida di Gessica.

| PROVA                              | GESSICA | FEDERICA |
| Commissario esterno: Mauro Mosconi |         |          |
| I                                  | Haunted | Gorgeous |
| II                                 | Focus   | Focus    |
| VITTORIA                           | GESSICA | FEDERICA |

Durante la settimana sono stati scelti come capitani delle due squadre per la puntata Elodie Di Patrizi e Antonio Sorrentino (band Metrò). Sono stati giudicati inschierabili per la puntata dai professori gli Aula 39 e i Raft.
A giudicare le sfide sono per il canto Fabrizio Moro (I e III prova) e Alex Braga (V e VII prova), per il ballo Kledi Kadiu (II prova), Veronica Peparini (IV prova) e Alessandra Celentano (VI e VIII prova).
| PROVA    | SQUADRA DI ELODIE         | SQUADRA DI ELODIE            | PUNTI                 | PUNTI                 | SQUADRA DI ANTONIO    | SQUADRA DI ANTONIO           |
| -------- | ------------------------- | ---------------------------- | --------------------- | --------------------- | --------------------- | ---------------------------- |
| I        | LA RUA                    | Svalutation                  | 1                     | 0                     | Metrò                 | Stop! Dimentica              |
| II       | GABRIELE                  | Comparata BALLO Dead inside  | 1                     | 0                     | Michele               | Comparata BALLO Dead inside  |
| III      | Chiara                    | Blind (inedito)              | 0                     | 1                     | CRISTIANO             | Starlight                    |
| IV       | Paolo                     | Comparata BALLO Small Things | 0                     | 1                     | ANDREAS               | Comparata BALLO Small Things |
| V        | LELE                      | Someone Like You             | 1                     | 0                     | Luca                  | I'm Not The Only One         |
| VI       | Paolo                     | Lunatico                     | 0                     | 1                     | GESSICA               | Marvin Gaye                  |
| VII      | SERGIO                    | Say Something                | 1                     | 0                     | Nick                  | Let Her Go                   |
| VIII     | GABRIELE                  | Est-Ce Que Tu M'Aimes?       | 1                     | 0                     | Michele               | Occhi profondi               |
| VITTORIA | SQUADRA DI ELODIE 5-3     | SQUADRA DI ELODIE 5-3        | SQUADRA DI ELODIE 5-3 | SQUADRA DI ELODIE 5-3 | SQUADRA DI ELODIE 5-3 | SQUADRA DI ELODIE 5-3        |
| VITTORIA | IN SFIDA IMMEDIATA: METRÒ |                              |                       |                       |                       |                              |

A seguito della sconfitta della squadra di Antonio, i Metrò vanno in sfida immediata.
| PROVA                             | METRÒ                   | GIONNYSCANDAL          |
| Commissario esterno: Marco Alboni |                         |                        |
| I                                 | 130 volte (inedito)     | A voce bassa (inedito) |
| II                                | Uno qualunque (inedito) | Ogni lunedì (inedito)  |
| VITTORIA                          | METRÒ                   | GIONNYSCANDAL          |

Inoltre il ballerino Andreas, componente della squadra perdente, viene sottoposto ad un esame per volere di Alessandra Celentano.
| Allievo | Esibizione   | Esito             | Note     |
| ------- | ------------ | ----------------- | -------- |
| ANDREAS | Hotline bing | Mantiene il banco | [ N 20 ] |

#### Day-time
Nei day-time di lunedì 7 e martedì 8 dicembre si è proseguito con l'esame per l'eliminazione proposto da Marco Maccarini degli Aula 39, giudicati inschierabili, iniziato nella puntata del sabato precedente.
Si svolgono inoltre gli esami dei Raft, anch'essi giudicati inschierabili, e quelli di Floriana e Yvonne, rimaste escluse dalle due squadre per due volte consecutive.
| Allievo/a | Esibizione            | Esito             | Note     |
| --------- | --------------------- | ----------------- | -------- |
| AULA 39   | (inedito)             | Eliminati         | [ N 21 ] |
| AULA 39   | Waiting for love      | Eliminati         | [ N 21 ] |
| RAFT      | Walk this way         | Mantiene il banco | [ N 22 ] |
| FLORIANA  | Insieme a te sto bene | Mantiene il banco | [ N 23 ] |
| FLORIANA  | When I was your man   | Mantiene il banco | [ N 23 ] |
| FLORIANA  | Price tag             | Mantiene il banco | [ N 21 ] |
| YVONNE    | L'amore si odia       | Mantiene il banco | [ N 21 ] |

### Settimana 4

#### 4ª puntata
Ospiti: Emma Marrone, Lillo & Greg, Francesco Mandelli
Nella puntata di sabato 12 dicembre, prima della sfida a squadre, Carlo Di Francesco vuole esaminare i Metrò, giudicati inschierabili, e decide di mandarli in sfida immediata.
| Allievi | Esito              |
| ------- | ------------------ |
| METRÒ   | In sfida immediata |

| PROVA                              | METRÒ                   | JOSHUA           |
| Commissario esterno: Daniele Menci |                         |                  |
| I                                  | Uno qualunque (inedito) | No Woman, No Cry |
| II                                 | Counting stars          | Give Me Love     |
| VITTORIA                           | JOSHUA                  | METRÒ            |

Durante la settimana sono stati scelti come capitani delle due squadre per la puntata Sergio Sylvestre e Michele Lanzeroti. A giudicare le sfide sono per il canto Marco Maccarini (I prova) e Rudy Zerbi (dalla III prova in poi), per il ballo Natalia Titova.
| PROVA    | SQUADRA DI SERGIO     | SQUADRA DI SERGIO                      | PUNTI                 | PUNTI                 | SQUADRA DI MICHELE    | SQUADRA DI MICHELE                     |
| -------- | --------------------- | -------------------------------------- | --------------------- | --------------------- | --------------------- | -------------------------------------- |
| I        | SERGIO                | Master Blaster (Jammin')               | 1                     | 0                     | Lele                  | Rude                                   |
| II       | Gabriele              | Rainbow                                | 0                     | 1                     | LUCA F.               | Kiss                                   |
| III      | ELODIE                | I put a spell on you                   | 1                     | 0                     | La Rua                | Medley Mondo / L'ombelico del mondo    |
| IV       | ANDREAS               | Comparata BALLO E non c'è mai una fine | 1                     | 0                     | Michele               | Comparata BALLO E non c'è mai una fine |
| V        | Luca                  | Are You Gonna Be My Girl?              | 0                     | 1                     | LELE                  | Love me now (inedito)                  |
| VI       | ANDREAS               | Comparata BALLO Downtown               | 1                     | 0                     | Michele               | Comparata BALLO Downtown               |
| VII      | Nick                  | All Along The Watchover                | 0                     | 1                     | LA RUA                | Il futuro era ieri (inedito)           |
| VIII     | Andreas               | Medley Burn it up / Arriverà l'amore   | 0                     | 1                     | MICHELE               | Medley Sally / Arriverà l'amore        |
| IX       | SERGIO                | Iris                                   | 1                     | 0                     | Lele                  | Sexy and I Know It                     |
| VITTORIA | SQUADRA DI SERGIO 5-4 | SQUADRA DI SERGIO 5-4                  | SQUADRA DI SERGIO 5-4 | SQUADRA DI SERGIO 5-4 | SQUADRA DI SERGIO 5-4 | SQUADRA DI SERGIO 5-4                  |
| VITTORIA | IN SFIDA: PAOLO       |                                        |                       |                       |                       |                                        |

#### Day-time
Nel day-time della quarta settimana si è svolto l'esame richiesto da Carlo Di Francesco per l'eliminazione di Floriana, giudicata inschierabile la settimana precedente. Si svolgono inoltre gli esami di Yvonne, Daniela e Alessio, rimasti esclusi dalle due squadre per almeno 2 volte consecutive: in particolare, Kledi propone l'eliminazione di Daniela. 
| Allievo/a | Esibizione | Professore        | Esito    |
| --------- | ---------- | ----------------- | -------- |
| YVONNE    | cover      | Mantiene il banco | [ N 23 ] |
| ALESSIO   | Sirba      | Mantiene il banco | [ N 25 ] |

 SÌ 
 NO 
| Allieva  | Esibizione          | Giudizio Commissione | Giudizio Commissione | Giudizio Commissione | Giudizio Commissione | Giudizio Commissione | Esito     | Note     |
| Allieva  | Esibizione          | C. Di Francesco      | F. Moro              | R. Zerbi             | M. Maccarini         | A. Braga             | Esito     | Note     |
| -------- | ------------------- | -------------------- | -------------------- | -------------------- | -------------------- | -------------------- | --------- | -------- |
| FLORIANA | Blank space         |                      |                      |                      |                      |                      | Eliminata | [ N 23 ] |
| Allieva  | Esibizione          | Giudizio Commissione | Giudizio Commissione | Giudizio Commissione | Giudizio Commissione | Giudizio Commissione | Esito     | Note     |
| Allieva  | Esibizione          | A. Celentano         | N. Titova            | Garrison             | V. Peparini          | Kledi                | Esito     | Note     |
| DANIELA  | Running             |                      |                      |                      |                      |                      | Eliminata | [ N 25 ] |
| DANIELA  | A thousand years    | [ N 20 ]             |                      |                      |                      |                      | Eliminata |          |
| DANIELA  | Roma - Bangkok      | [ N 26 ]             |                      |                      |                      |                      | Eliminata |          |
| DANIELA  | Stupendo fino a qui | [ N 27 ]             |                      |                      |                      |                      | Eliminata |          |

### Settimana 5

#### Day-time
Il day-time di martedì 5 gennaio vede l'abbandono della scuola da parte della ballerina Gessica, a causa di un infortunio subito.
| Allieva | Esito    |
| ------- | -------- |
| GESSICA | Ritirata |

### Settimana 6

#### 5ª puntata
Nella puntata di sabato 9 gennaio viene svolta la sfida che ha visto coinvolto il ballerino Paolo a seguito della sconfitta della sua squadra nella puntata di sabato 12 dicembre. 
| PROVA                                | PAOLO                      | ERIK                     |
| Commissario esterno: Luciano Cannito |                            |                          |
| I                                    | Una finestra tra le stelle | Transcendence            |
| II                                   | A new life                 | Variazione Schiaccianoci |
| VITTORIA                             | PAOLO                      | ERIK                     |

Durante la settimana sono stati scelti come capitani delle due squadre per la puntata Luca Favilla con Benedetta Orlandini e Gabriele Esposito. I ragazzi che non sono stati scelti dai capisquadra, eccetto i cantanti Luca e Nick, hanno deciso di unirsi in una terza squadra per sfidare le altre due e dimostrare ai professori di essere schierabili; nello speciale di Sabato 9 gennaio gli insegnanti hanno accolto la proposta, con il debutto della nuova terza squadra (composta da Yvonne, Cristiano, i Raft, Michele e Paolo) capitanata da Yvonne Tocci. A giudicare le sfide sono per il canto Carlo Di Francesco, per il ballo Garrison, che danno ad ogni prova un voto da 0 a 8 per ogni sfidante. 
| PROVA    | SQUADRA DI LUCA E BENEDETTA | SQUADRA DI LUCA E BENEDETTA | SQUADRA DI GABRIELE | SQUADRA DI GABRIELE         | SQUADRA DI YVONNE   | SQUADRA DI YVONNE   |
| -------- | --------------------------- | --------------------------- | ------------------- | --------------------------- | ------------------- | ------------------- |
| I        | Sergio                      | Liar liar                   | Lele                | Stay                        | Cristiano           | Creep               |
| PUNTI    | 8                           | 8                           | 8                   | 8                           | 0                   | 0                   |
| II       | Alessio                     | Paso doble                  | Gabriele            | Occasionale                 | Michele             | Alive               |
| PUNTI    | 8                           | 8                           | 8                   | 8                           | 5                   | 5                   |
| III      | La Rua                      | Sei nell'anima              | Elodie              | Miss Celie's Blues (sister) | Raft                | Rapper's delight    |
| PUNTI    | 3                           | 3                           | 7                   | 7                           | 5                   | 5                   |
| IV       | Alessio                     | Zirba                       | Andreas             | No church in the wild       | Paolo               | Jack in a Box       |
| PUNTI    | 8                           | 8                           | 6                   | 6                           | 6                   | 6                   |
| TOTALE   | 27                          | 27                          | 29                  | 29                          | 16                  | 16                  |
| VITTORIA | SQUADRA DI GABRIELE         | SQUADRA DI GABRIELE         | SQUADRA DI GABRIELE | SQUADRA DI GABRIELE         | SQUADRA DI GABRIELE | SQUADRA DI GABRIELE |

A seguito della vittoria della squadra di Gabriele, i professori decidono di fare un ballottaggio tra le due squadre perdenti. Per il ballottaggio si sfidano Joshua per la squadra di Luca e Benedetta, Yvonne per la sua squadra. Il ballottaggio viene vinto da Joshua e i Raft vanno in sfida immediata.

| BALLOTTAGGIO |                             |                             |                             |                             |
| PROVA        | SQUADRA DI LUCA E BENEDETTA | SQUADRA DI LUCA E BENEDETTA | SQUADRA DI YVONNE           | SQUADRA DI YVONNE           |
| I            | JOSHUA                      | Thinking out loud           | Yvonne                      | Right to be wrong           |
| VITTORIA     | SQUADRA DI LUCA E BENEDETTA | SQUADRA DI LUCA E BENEDETTA | SQUADRA DI LUCA E BENEDETTA | SQUADRA DI LUCA E BENEDETTA |
| VITTORIA     | IN SFIDA IMMEDIATA: RAFT    |                             |                             |                             |

| PROVA                              | RAFT                | CARMELA   |
| Commissario esterno: Sara Andreani |                     |           |
| I                                  | Hard time (inedito) | At last   |
| II                                 | Give it away        | You and I |
| VITTORIA                           | CARMELA             | RAFT      |

Durante la settimana, a tutti i professori è stato proposto di far entrare nella scuola un elemento a loro piacimento senza alcun bisogno di una sfida d'accesso: ne hanno approfittato i maestri Garrison e Kledi, che hanno deciso di far entrare i ballerini Arianna e Francesco.
| Allievo/a | Esibizione | Esito            |
| --------- | ---------- | ---------------- |
| ARIANNA   | My love    | Ottiene il banco |
| FRANCESCO | Photograph | Ottiene il banco |

### Settimana 7

#### 6ª puntata
Ospiti: Matteo Corradini, Luigi Di Capua
Prima della sfida a squadre si svolge l'esame per l'eliminazione richiesto da Carlo Di Francesco per Luca, rimasto escluso dalle due squadre per due volte consecutive, che viene eliminato con il consenso di tutti i professori.

 SÌ 
 NO 
| Allievo | Esibizione        | Giudizio Commissione | Giudizio Commissione | Giudizio Commissione | Giudizio Commissione | Giudizio Commissione | Esito     | Note     |
| Allievo | Esibizione        | C. Di Francesco      | F. Moro              | R. Zerbi             | M. Maccarini         | A. Braga             | Esito     | Note     |
| ------- | ----------------- | -------------------- | -------------------- | -------------------- | -------------------- | -------------------- | --------- | -------- |
| LUCA    | Dawn of the times |                      |                      |                      |                      |                      | Eliminato | [ N 23 ] |

Durante la settimana sono stati scelti come capitani delle due squadre per la puntata Chiara Grispo e Nick Zaramella; è stata giudicata inschierabile per la puntata del sabato Carmela. A giudicare le sfide sono per il canto Rudy Zerbi e per il ballo Garrison che, come la settimana scorsa, assegnano ad ogni prova un voto da 0 a 8 per ogni sfidante; il voto maggiore determinerà il punto.
| PROVA    | SQUADRA DI NICK            | SQUADRA DI NICK                | PUNTI               | PUNTI               | SQUADRA DI CHIARA   | SQUADRA DI CHIARA              |
| -------- | -------------------------- | ------------------------------ | ------------------- | ------------------- | ------------------- | ------------------------------ |
| I        | BENEDETTA                  | Ginza                          | 1                   | 0                   | Andreas             | Mine                           |
| VOTI     | 7                          | 7                              | 1                   | 0                   | 6                   | 6                              |
| II       | LELE                       | Love Yourself                  | 1                   | 0                   | La Rua              | A te                           |
| VOTI     | 8                          | 8                              | 1                   | 0                   | 3                   | 3                              |
| III      | Benedetta                  | Comparata BALLO Argento adesso | 0                   | 1                   | GABRIELE            | Comparata BALLO Argento adesso |
| VOTI     | 4                          | 4                              | 0                   | 1                   | 8                   | 8                              |
| IV       | ELODIE                     | Anima fragile                  | 1                   | 0                   | Chiara              | Crazy in Love                  |
| VOTI     | 8                          | 8                              | 1                   | 0                   | 7                   | 7                              |
| V        | Michele                    | Black and Gold                 | 0                   | 1                   | GABRIELE            | You've Got Time                |
| VOTI     | 5                          | 5                              | 0                   | 1                   | 8                   | 8                              |
| VI       | LELE                       | We Will Carry On (inedito)     | 1                   | 0                   | Sergio              | You make you feel my love      |
| VOTI     | 7                          | 7                              | 1                   | 0                   | 5                   | 5                              |
| VITTORIA | SQUADRA DI NICK 4-2        | SQUADRA DI NICK 4-2            | SQUADRA DI NICK 4-2 | SQUADRA DI NICK 4-2 | SQUADRA DI NICK 4-2 | SQUADRA DI NICK 4-2            |
| VITTORIA | IN SFIDA IMMEDIATA: SERGIO |                                |                     |                     |                     |                                |

Si procede quindi con la sfida immediata di Sergio.
| PROVA                                   | SERGIO            | FEDERICA                 |
| Commissario esterno: Alessandro Massara |                   |                          |
| I                                       | Hello             | Meraviglioso amore mio   |
| II                                      | Impossible        | Mi sono innamorato di te |
| III                                     | Take me to church | Abbi cura di te          |
| VITTORIA                                | SERGIO            | FEDERICA                 |

#### Day-time
Nei day-time di lunedì 18 e martedì 19 gennaio si sono svolti gli esami di Paolo e Yvonne, entrambi rimasti esclusi dalle due squadre per due volte consecutive, e si procede alle proposte di eliminazione avanzate rispettivamente da Alessandra Celentano e Alex Braga.
 SÌ 
 NO 
| Allievo | Esibizione             | Giudizio Commissione | Giudizio Commissione | Giudizio Commissione | Giudizio Commissione | Giudizio Commissione | Esito     | Note     |
| Allievo | Esibizione             | A. Celentano         | N. Titova            | Garrison             | V. Peparini          | Kledi                | Esito     | Note     |
| ------- | ---------------------- | -------------------- | -------------------- | -------------------- | -------------------- | -------------------- | --------- | -------- |
| PAOLO   | Bloodless              |                      |                      |                      |                      |                      | Eliminato | [ N 20 ] |
| PAOLO   | Total eclipse          | [ N 25 ]             |                      |                      |                      |                      | Eliminato |          |
| Allieva | Esibizione             | Giudizio Commissione | Giudizio Commissione | Giudizio Commissione | Giudizio Commissione | Giudizio Commissione | Esito     | Note     |
| Allieva | Esibizione             | C. Di Francesco      | F. Moro              | R. Zerbi             | M. Maccarini         | A. Braga             | Esito     | Note     |
| YVONNE  | Sweet dreams           |                      |                      |                      |                      |                      | Eliminata | [ N 30 ] |
| YVONNE  | Wasting my young years | [ N 22 ]             |                      |                      |                      |                      | Eliminata |          |

Sempre nel day-time del 18 gennaio entra nella scuola un ballerino di nome Emanuele per volere della maestra Titova.
| Allievo  | Esibizione | Esito            |
| -------- | ---------- | ---------------- |
| EMANUELE | Happy      | Ottiene il banco |

Sempre nel day-time del 19 gennaio il ballerino Francesco decide di abbandonare la scuola per motivi personali.
| Allievo   | Esito    |
| --------- | -------- |
| FRANCESCO | Ritirato |

### Settimana 8

#### 7ª puntata
Ospiti: Alessandra Amoroso
Durante la puntata di sabato 23 gennaio gli allievi esclusi dalle due squadre hanno la possibilità di sfidare uno dei componenti e prendere il suo posto. La commissione può ammettere al massimo una sfida di ballo e una di canto: si svolgono quindi le sfide dei La Rua che, vincendo, prendono il posto di Joshua come caposquadra e quella di Luca e Benedetta, che perdono lasciando il posto ad Arianna. 
| PROVA    | LA RUA                    | JOSHUA                    |
| I        | Comparata CANTO Your song | Comparata CANTO Your song |
| VITTORIA | LA RUA                    | LA RUA                    |

| PROVA    | LUCA E BENEDETTA | ARIANNA        |
| I        | Single Ladies    | Roma - Bangkok |
| VITTORIA | ARIANNA          | ARIANNA        |

Durante la settimana sono stati scelti come capitani delle due squadre per la puntata Andreas Muller e Joshua Jack. A giudicare le prove sono per il canto Fabrizio Moro e per il ballo Garrison.
| PROVA    | SQUADRA DI DANIELE                  | SQUADRA DI DANIELE     | PUNTI                  | PUNTI                  | SQUADRA DI ANDREAS     | SQUADRA DI ANDREAS      |
| -------- | ----------------------------------- | ---------------------- | ---------------------- | ---------------------- | ---------------------- | ----------------------- |
| I        | CRISTIANO                           | Smell Like Teen Spirit | 1                      | 0                      | Lele                   | A Sky Full Of Stars     |
| VOTI     | 8                                   | 8                      | 1                      | 0                      | 7                      | 7                       |
| II       | MICHELE                             | PadreMadre             | 1                      | 0                      | Andreas                | Kissing You             |
| VOTI     | 8                                   | 8                      | 1                      | 0                      | 5                      | 5                       |
| III      | Chiara                              | How Deep Is Your Love  | 0                      | 1                      | ELODIE                 | Nothing's Real But Love |
| VOTI     | 5                                   | 5                      | 0                      | 1                      | 6                      | 6                       |
| IV       | ALESSIO                             | Back To Black          | 1                      | 0                      | Gabriele               | I Miss You              |
| VOTI     | 8                                   | 8                      | 1                      | 0                      | 7                      | 7                       |
| V        | La Rua                              | Anna e Marco           | 0                      | 1                      | ELODIE                 | Per me è importante     |
| VOTI     | 4                                   | 4                      | 0                      | 1                      | 6                      | 6                       |
| VI       | ALESSIO                             | Saltimbanco            | 1                      | 0                      | Andreas                | Where Are Ü Now         |
| VOTI     | 7                                   | 7                      | 1                      | 0                      | 6                      | 6                       |
| VITTORIA | SQUADRA DI DANIELE 4-2              | SQUADRA DI DANIELE 4-2 | SQUADRA DI DANIELE 4-2 | SQUADRA DI DANIELE 4-2 | SQUADRA DI DANIELE 4-2 | SQUADRA DI DANIELE 4-2  |
| VITTORIA | IN SFIDA IMMEDIATA: ANDREAS, ELODIE |                        |                        |                        |                        |                         |

La squadra di Andreas perde la sfida e 2 componenti (Andreas ed Elodie) vanno in sfida immediata. Entrambi vincono la sfida ma Patrizio, sfidante di Andreas, entra comunque nella scuola per decisione della commissione.
| PROVA                            | ELODIE                      | IOLANDA                 |
| Commissario esterno: Andrea Rosi |                             |                         |
| I                                | I Put A Spell On You        | I'd rather go blind     |
| II                               | Dedicato                    | Quando l'amore se ne va |
| III                              | Miss Celie's Blues (sister) | Halo                    |
| IV                               | Anima fragile               | Mamma Knows Best        |
| VITTORIA                         | ELODIE                      | IOLANDA                 |

| PROVA                           | ANDREAS       | PATRIZIO    |
| Commissario esterno: Emanuel Lo |               |             |
| I                               | Pompeii       | Reactivated |
| II                              | Breathe On Me | Baby Baby   |
| VITTORIA                        | ANDREAS       | PATRIZIO    |

#### Day-time
Nel day-time di lunedì 25 gennaio si è svolto l'esame di Carmela, rimasta esclusa dalle due squadre per due volte consecutive: si procede con la proposta di eliminazione avanzata da Alex Braga.
| Allieva | Esibizione | Giudizio Commissione | Giudizio Commissione | Giudizio Commissione | Giudizio Commissione | Giudizio Commissione | Esito     | Note     |
| Allieva | Esibizione | C. Di Francesco      | F. Moro              | R. Zerbi             | M. Maccarini         | A. Braga             | Esito     | Note     |
| ------- | ---------- | -------------------- | -------------------- | -------------------- | -------------------- | -------------------- | --------- | -------- |
| CARMELA | Hurt       |                      |                      |                      |                      |                      | Eliminata | [ N 21 ] |

### Settimana 9

#### 8ª puntata
La puntata di sabato 30 gennaio si apre con la sfida ad eliminazione diretta voluta da Emanuele contro Luca. A votare è tutta la commissione di ballo che decreta vincitore Emanuele per 4 a 1. Luca deve quindi abbandonare la scuola.
| Allievo  | Prova                  | Giudizio Commissione | Giudizio Commissione | Giudizio Commissione | Giudizio Commissione | Giudizio Commissione | Esito     |
| Allievo  | I                      | A. Celentano         | N. Titova            | Garrison             | V. Peparini          | K. Kadiu             | Esito     |
| -------- | ---------------------- | -------------------- | -------------------- | -------------------- | -------------------- | -------------------- | --------- |
| EMANUELE | Comparata BALLO Timber |                      |                      |                      |                      |                      | Salvato   |
| LUCA     | Comparata BALLO Timber |                      |                      |                      |                      |                      | Eliminato |

Come per la settimana scorsa gli allievi che non sono stati scelti dai due capitani possono chiedere alla commissione di sfidare uno dei componenti di una delle due squadre e, in caso di vittoria, prenderne il posto. 
- Per quanto riguarda il canto sono stati esclusi Chiara, Joshua e La Rua. I primi due chiedono di sfidare Nick, mentre i La Rua decidono di non sfidare nessuno. La commissione di canto decide di ammettere la sfida di Chiara che vincendo prende il posto di Nick.

| PROVA    | CHIARA                      | NICK                        |
| I        | Comparata CANTO True Colors | Comparata CANTO True Colors |
| VITTORIA | CHIARA                      | CHIARA                      |

- Per quanto riguarda il ballo vengono rifiutate tutte le sfide.

Durante la settimana sono stati scelti come capitani delle due squadre per la puntata Lele Esposito e Cristiano Cosa. A giudicare le sfide sono per il canto Rudy Zerbi e per il ballo Kledi Kadiu.
| PROVA    | SQUADRA DI LELE                     | SQUADRA DI LELE                         | PUNTI               | PUNTI               | SQUADRA DI CRISTIANO | SQUADRA DI CRISTIANO                    |
| -------- | ----------------------------------- | --------------------------------------- | ------------------- | ------------------- | -------------------- | --------------------------------------- |
| I        | Gabriele                            | Volevo te                               | 0                   | 1                   | ALESSIO              | Meraviglioso amore mio                  |
| VOTI     | 6                                   | 6                                       | 0                   | 1                   | 8                    | 8                                       |
| II       | LELE                                | Waves                                   | 1                   | 0                   | Cristiano            | Logico                                  |
| VOTI     | 7                                   | 7                                       | 1                   | 0                   | 1                    | 1                                       |
| III      | ANDREAS                             | Luce                                    | 1                   | 0                   | Patrizio             | Bangarang                               |
| VOTI     | 8                                   | 8                                       | 1                   | 0                   | 7                    | 7                                       |
| IV       | ELODIE                              | La stagione dell'amore                  | 1                   | 0                   | Sergio               | Am I Wrong                              |
| VOTI     | 8                                   | 8                                       | 1                   | 0                   | 6                    | 6                                       |
| V        | Michele                             | Sax                                     | 0                   | 1                   | ALESSIO              | Bang My Head                            |
| VOTI     | 5                                   | 5                                       | 0                   | 1                   | 7                    | 7                                       |
| VI       | ELODIE                              | Comparata CANTO When I Was Your Man     | 1                   | 0                   | Chiara               | Comparata CANTO When I Was Your Man     |
| VII      | ANDREAS                             | Comparata BALLO L'ultima notte al mondo | 1                   | 0                   | Alessio              | Comparata BALLO L'ultima notte al mondo |
| VOTI     | 7                                   | 7                                       | 1                   | 0                   | 6                    | 6                                       |
| VITTORIA | SQUADRA DI LELE 5-2                 | SQUADRA DI LELE 5-2                     | SQUADRA DI LELE 5-2 | SQUADRA DI LELE 5-2 | SQUADRA DI LELE 5-2  | SQUADRA DI LELE 5-2                     |
| VITTORIA | IN SFIDA IMMEDIATA: CHIARA, ALESSIO |                                         |                     |                     |                      |                                         |

Con la vittoria della squadra di Lele, 2 componenti della squadra perdente (Chiara e Alessio) vanno in sfida immediata.
| PROVA                              | CHIARA            | IRENE                        |
| Commissario esterno: Klaus Bonoldi |                   |                              |
| I                                  | Blind (inedito)   | It's Oh So Quiet             |
| II                                 | Come on (inedito) | Something's Got a Hold On Me |
| VITTORIA                           | CHIARA            | IRENE                        |

| PROVA                                 | ALESSIO              | DAVIDE          |
| Commissario esterno: Fabrizio Mainini |                      |                 |
| I                                     | Violin Dubstep Power | Sei             |
| II                                    | Archangel (Original) | Sweater Weather |
| VITTORIA                              | ALESSIO              | DAVIDE          |

Fanno ingresso nella scuola il ballerino Alessio Gaudino e la band Nevenera.
| Allievo/i | Esibizione                      | Esito            |
| --------- | ------------------------------- | ---------------- |
| NEVENERA  | Non smette di tremare (inedito) | Ottiene il banco |
| ALE       | Formidable                      | Ottiene il banco |

#### Day-time
Nei day-time di lunedì 1º e martedì 2 febbraio si sono svolti gli esami di Nick, rimasto escluso dalle due squadre per due volte consecutive, e di Cristiano.
 SÌ 
 NO 
| Allievo   | Esibizione                             | Giudizio Commissione | Giudizio Commissione | Giudizio Commissione | Giudizio Commissione | Giudizio Commissione | Esito   | Note     |
| Allievo   | Esibizione                             | C. Di Francesco      | F. Moro              | R. Zerbi             | M. Maccarini         | A. Braga             | Esito   | Note     |
| --------- | -------------------------------------- | -------------------- | -------------------- | -------------------- | -------------------- | -------------------- | ------- | -------- |
| NICK      | La fine                                |                      | N.D.                 |                      | N.D.                 |                      | Salvato | [ N 21 ] |
| CRISTIANO | Medley Smells like teen spirit / Creep |                      | N.D.                 |                      | N.D.                 | [ N 32 ]             | Salvato |          |

### Settimana 10

#### 9ª puntata
Ospiti: Carlo Verdone
Nella puntata di sabato 6 febbraio, a differenza delle settimane precedenti, la commissione sia di canto che di ballo decide che nessuno degli allievi in panchina (Nevenera e Nick per il canto, Arianna e Patrizio per il ballo) può sfidare un componente delle due squadre per cercare di prenderne il posto.
Durante la settimana sono stati scelti come capitani delle due squadre per la puntata Alessio La Padula ed Emanuele Caruso. A giudicare le sfide sono per il canto Alex Braga e per il ballo Garrison.
| PROVA    | SQUADRA DI ALESSIO                      | SQUADRA DI ALESSIO          | PUNTI                  | PUNTI                  | SQUADRA DI EMANUELE    | SQUADRA DI EMANUELE       |
| -------- | --------------------------------------- | --------------------------- | ---------------------- | ---------------------- | ---------------------- | ------------------------- |
| I        | Elodie                                  | Tappeto di fragole          | 0                      | 1                      | CRISTIANO              | Lucky man                 |
| VOTI     | 0                                       | 0                           | 0                      | 1                      | 1                      | 1                         |
| II       | ALESSIO                                 | Asturias                    | 1                      | 0                      | Emanuele e Benedetta   | If I Were a Boy           |
| VOTI     | 8                                       | 8                           | 1                      | 0                      | 7                      | 7                         |
| III      | LA RUA                                  | Il sabato fa così (inedito) | 1                      | 0                      | Chiara                 | Rather Be                 |
| VOTI     | 8                                       | 8                           | 1                      | 0                      | 7                      | 7                         |
| IV       | Andreas                                 | Chavalier                   | 0                      | 1                      | GABRIELE               | Brothers                  |
| VOTI     | 3                                       | 3                           | 0                      | 1                      | 7                      | 7                         |
| V        | Lele                                    | Una storia importante       | –                      | –                      | Cristiano              | Song 2                    |
| VOTI     | 8                                       | 8                           | –                      | –                      | 8                      | 8                         |
| VI       | Ale                                     | Worry                       | –                      | –                      | Michele                | Depth Over Distance       |
| VOTI     | 8                                       | 8                           | –                      | –                      | 8                      | 8                         |
| VII      | ELODIE                                  | Lay Me Down                 | 1                      | 0                      | Joshua                 | Locked Away               |
| VOTI     | 6                                       | 6                           | 1                      | 0                      | 4                      | 4                         |
| VIII     | ALESSIO                                 | Caruso                      | 1                      | 0                      | Emanuele               | Perhaps, Perhaps, Perhaps |
| VOTI     | 8                                       | 8                           | 1                      | 0                      | 7                      | 7                         |
| VITTORIA | SQUADRA DI ALESSIO 4-2                  | SQUADRA DI ALESSIO 4-2      | SQUADRA DI ALESSIO 4-2 | SQUADRA DI ALESSIO 4-2 | SQUADRA DI ALESSIO 4-2 | SQUADRA DI ALESSIO 4-2    |
| VITTORIA | IN SFIDA IMMEDIATA: CRISTIANO, GABRIELE |                             |                        |                        |                        |                           |

La squadra di Alessio vince la sfida a squadre e Cristiano e Gabriele vanno in sfida immediata: si procede prima con la sfida di Gabriele.
| PROVA                                    | GABRIELE                         | RAFFAELLA                             |
| Commissario esterno: Francesca Bernabini |                                  |                                       |
| I                                        | Enfasis                          | Teardrop                              |
| II                                       | How Big, How Blue, How Beautiful | Medley Once Upon a Dream / Raise Your |
| VITTORIA                                 | GABRIELE                         | RAFFAELLA                             |

Fabrizio Moro canta Un'altra vita, inedito scritto da lui che cederà a uno tra Elodie e La Rua.

#### Day-time
Nel day-time di lunedì 8 febbraio viene svolta la sfida di Cristiano, non andata in onda nello speciale di sabato 6 febbraio per problemi di tempo. 
| PROVA                                | CRISTIANO               | MARCO                  |
| Commissario esterno: Gabriele Parisi |                         |                        |
| I                                    | Smells Like Teen Spirit | Georgia in My Mind     |
| II                                   | Trouble                 | A me me piace 'o blues |
| III                                  | Mad World               | Notturno               |
| IV                                   | Starlight               | Knocks me off my feet  |
| V                                    | Ritornerai (inedito)    | (inedito)              |
| VITTORIA                             | CRISTIANO               | MARCO                  |

Nella stessa puntata si svolge l'esame di Arianna, rimasta esclusa dalle due squadre per due volte consecutive: Alessandra Celentano ne richiede l'eliminazione.
 SÌ 
 NO 
| Allieva | Esibizione     | Giudizio Commissione | Giudizio Commissione | Giudizio Commissione | Giudizio Commissione | Giudizio Commissione | Esito   | Note     |
| Allieva | Esibizione     | A. Celentano         | N. Titova            | Garrison             | V. Peparini          | Kledi                | Esito   | Note     |
| ------- | -------------- | -------------------- | -------------------- | -------------------- | -------------------- | -------------------- | ------- | -------- |
| ARIANNA | When I grow up |                      | N.D.                 |                      |                      |                      | Salvata | [ N 20 ] |

Nel day-time di martedì 9 febbraio si svolge l'esame di Nick.
 SÌ 
 NO 
| Allievo | Esibizione | Giudizio Commissione | Giudizio Commissione | Giudizio Commissione | Giudizio Commissione | Giudizio Commissione | Esito   | Note     |
| Allievo | Esibizione | C. Di Francesco      | F. Moro              | R. Zerbi             | M. Maccarini         | A. Braga             | Esito   | Note     |
| ------- | ---------- | -------------------- | -------------------- | -------------------- | -------------------- | -------------------- | ------- | -------- |
| NICK    | (inedito)  |                      |                      |                      | N.D.                 |                      | Salvato | [ N 22 ] |

### Settimana 11

#### 10ª puntata
Ospiti: Edoardo Leo
Nella puntata di sabato 13 febbraio, come per le settimane precedenti, gli allievi che non sono stati scelti dai due capitani possono chiedere alla commissione di sfidare uno dei componenti di una delle due squadre e, in caso di vittoria, prenderne il posto. 
- Per quanto riguarda il canto sono stati esclusi Nick e Joshua (i La Rua inizialmente esclusi prendono il posto dei Nevenera impossibilitati a partecipare per una malattia del cantante Stefano). Joshua decide di non sfidare nessuno, mentre Nick decide di sfidare Chiara ma la richiesta viene rifiutata. In concordanza con il parere del professore Fabrizio Moro, l'allievo Cristiano decide di cedere il suo posto a Nick, che accetta e quindi si esibisce al posto suo.
- Per quanto riguarda il ballo sono stati esclusi Benedetta, Emanuele e Patrizio. Patrizio chiede di sfidare Andreas, mentre Benedetta ed Emanuele decidono di sfidare Gabriele: la commissione di ballo ammette solo la sfida di Patrizio che perde, lasciando Andreas al suo posto.

| PROVA    | PATRIZIO               | ANDREAS                |
| I        | Comparata BALLO Levels | Comparata BALLO Levels |
| VITTORIA | ANDREAS                | ANDREAS                |

Durante la settimana sono stati scelti come capitani delle due squadre per la puntata Elodie Di Patrizi e Sergio Sylvestre. A giudicare le sfide sono per il canto Fabrizio Moro e per il ballo Alessandra Celentano.
| PROVA    | SQUADRA DI SERGIO               | SQUADRA DI SERGIO     | PUNTI                 | PUNTI                 | SQUADRA DI ELODIE     | SQUADRA DI ELODIE     |
| -------- | ------------------------------- | --------------------- | --------------------- | --------------------- | --------------------- | --------------------- |
| I        | Nick                            | Stressed out          | 0                     | 1                     | CHIARA                | Out Here on My Own    |
| VOTI     | 6                               | 6                     | 0                     | 1                     | 8                     | 8                     |
| II       | ANDREAS                         | Sogna ragazzo sogna   | 1                     | 0                     | Ale                   | Runaway               |
| VOTI     | 6                               | 6                     | 1                     | 0                     | 5                     | 5                     |
| III      | Sergio                          | Fallin'               | –                     | –                     | Lele                  | Story of my life      |
| VOTI     | 7                               | 7                     | –                     | –                     | 7                     | 7                     |
| IV       | Andreas                         | Pull up               | –                     | –                     | Ale                   | Bird Set Free         |
| VOTI     | 6                               | 6                     | –                     | –                     | 6                     | 6                     |
| V        | La Rua                          | Un senso              | 0                     | 1                     | ELODIE                | E la luna bussò       |
| VOTI     | 5                               | 5                     | 0                     | 1                     | 7                     | 7                     |
| VI       | ALESSIO                         | Photograph            | 1                     | 0                     | Michele               | A mano a mano         |
| VOTI     | 6                               | 6                     | 1                     | 0                     | 5                     | 5                     |
| VII      | NICK                            | Come Together         | 1                     | 0                     | Lele                  | Come Together         |
| VOTI     | 7                               | 7                     | 1                     | 0                     | 6                     | 6                     |
| VITTORIA | SQUADRA DI SERGIO 3-2           | SQUADRA DI SERGIO 3-2 | SQUADRA DI SERGIO 3-2 | SQUADRA DI SERGIO 3-2 | SQUADRA DI SERGIO 3-2 | SQUADRA DI SERGIO 3-2 |
| VITTORIA | IN SFIDA IMMEDIATA: ALE, ELODIE |                       |                       |                       |                       |                       |
| VITTORIA | IN SFIDA: LELE                  |                       |                       |                       |                       |                       |

Vince la squadra di Sergio e vanno in sfida immediata Ale ed Elodie, mentre Lele va in sfida, da disputarsi nella puntata successiva.
| PROVA                                   | ELODIE                  | ALESSIA                      |
| Commissario esterno: Graziano Antonacci |                         |                              |
| I                                       | La stagione dell'amore  | One and Only                 |
| II                                      | I Put A Spell On You    | Something's Got a Hold on Me |
| III                                     | Per me è importante     | Io che amo solo te           |
| IV                                      | Nothing's Real But Love | Glitter and Gold             |
| VITTORIA                                | ELODIE                  | ALESSIA                      |

| PROVA                                 | ALE          | RICCARDO     |
| Commissario esterno: Roberto Fascilla |              |              |
| I                                     | Eyes On Fire | Feeling good |
| II                                    | Psycho       | Requiem      |
| VITTORIA                              | ALE          | RICCARDO     |

### Settimana 12

#### 11ª puntata
Nella puntata del 20 febbraio si è svolta la sfida di Lele contro la band Le Fasi. 
| PROVA                             | LELE                  | LE FASI                      |
| Commissario esterno: Marco Alboni |                       |                              |
| I                                 | Someone Like You      | Somebody That I Used To Know |
| II                                | Just the Way You Are  | Take me to church            |
| III                               | Stay                  | Impressioni di settembre     |
| IV                                | Love Me Now (inedito) | Lucida follia (inedito)      |
| VITTORIA                          | LELE                  | LE FASI                      |

Per quanto riguarda le sfide interne, le commissioni decidono di accettare quella tra Elodie e Cristiano e quella tra Emanuele e Benedetta.
| PROVA    | CRISTIANO                   | ELODIE                      |
| I        | Comparata CANTO Stand By Me | Comparata CANTO Stand By Me |
| VITTORIA | ELODIE                      | ELODIE                      |

| PROVA    | BENEDETTA               | EMANUELE                |
| I        | Comparata BALLO Roxanne | Comparata BALLO Roxanne |
| VITTORIA | EMANUELE                | EMANUELE                |

Durante la settimana vengono eletti capitani delle due squadre per la puntata Daniele Incicco (La Rua) e Stefano Carlino (Nevenera). A giudicare le sfide sono per il canto Rudy Zerbi e per il ballo Natalia Titova.
| PROVA    | SQUADRA DI STEFANO                   | SQUADRA DI STEFANO     | PUNTI                  | PUNTI                  | SQUADRA DI DANIELE     | SQUADRA DI DANIELE     |
| -------- | ------------------------------------ | ---------------------- | ---------------------- | ---------------------- | ---------------------- | ---------------------- |
| I        | NEVENERA                             | Firestone              | 1                      | 0                      | La Rua                 | Firestone              |
| VOTI     | 7                                    | 7                      | 1                      | 0                      | 6                      | 6                      |
| II       | ANDREAS                              | Talking To The Moon    | 1                      | 0                      | Patrizio               | Per Elisa              |
| VOTI     | 8                                    | 8                      | 1                      | 0                      | 7                      | 7                      |
| III      | Lele                                 | Vivimi                 | –                      | –                      | Chiara                 | Luka                   |
| VOTI     | 7                                    | 7                      | –                      | –                      | 7                      | 7                      |
| IV       | Ale                                  | Daft Punk              | 0                      | 1                      | ALESSIO                | Danza russa            |
| VOTI     | 6                                    | 6                      | 0                      | 1                      | 8                      | 8                      |
| V        | ELODIE                               | Why                    | 1                      | 0                      | Sergio                 | Cheating               |
| VOTI     | 8                                    | 8                      | 1                      | 0                      | 6                      | 6                      |
| VITTORIA | SQUADRA DI STEFANO 3-1               | SQUADRA DI STEFANO 3-1 | SQUADRA DI STEFANO 3-1 | SQUADRA DI STEFANO 3-1 | SQUADRA DI STEFANO 3-1 | SQUADRA DI STEFANO 3-1 |
| VITTORIA | IN SFIDA IMMEDIATA: SERGIO, EMANUELE |                        |                        |                        |                        |                        |

Facendo parte della squadra perdente, vanno in sfida Sergio ed Emanuele.
Si svolge inoltre la sfida tra Elodie e la band La Rua per l'assegnazione dell'inedito scritto dal professore Fabrizio Moro, che viene vinta da Elodie.
| PROVA    | DANIELE (La Rua)                        | ELODIE                                  |
| I        | Comparata CANTO Un'altra vita (inedito) | Comparata CANTO Un'altra vita (inedito) |
| VITTORIA | ELODIE                                  | ELODIE                                  |

#### Day-time
Nel day-time di lunedì 22 febbraio si svolgono le sfide di Sergio ed Emanuele, non andate in onda nello speciale di sabato 20 febbraio per problemi di tempo.
| PROVA                              | EMANUELE                  | MARTINA                       |
| Commissario esterno: Mauro Mosconi |                           |                               |
| I                                  | Perhaps, Perhaps, Perhaps | I See Fire                    |
| II                                 | Rumba                     | Improvvisazione Cercavo amore |
| VITTORIA                           | EMANUELE                  | MARTINA                       |

| PROVA                             | SERGIO        | ROSARIO              |
| Commissario esterno: Marco Alboni |               |                      |
| I                                 | Say Something | Just The Way You Are |
| II                                | Liar Liar     | La donna cannone     |
| III                               | All Of Me     | Che cosa c'è         |
| VITTORIA                          | SERGIO        | ROSARIO              |

### Settimana 13

#### 12ª puntata
Ospiti: Fabio De Luigi
Durante la puntata di sabato 27 febbraio sono stati presentati i 4 direttori artistici: Emma ed Elisa (Squadra bianca) e J-Ax e Nek (Squadra blu). Prendono dunque il via le audizioni per accedere al serale
Nella stessa puntata si sono svolte le sfide interne per l'accesso al serale richieste da Andreas e Cristiano.
- Andreas sceglie come sfidanti Gabriele, Patrizio e Alessio, proponendo Patrizio a rischio eliminazione in caso di vittoria.

| Commissario esterno: Fabrizio Mainini | Commissario esterno: Fabrizio Mainini | Commissario esterno: Fabrizio Mainini |
| ------------------------------------- | ------------------------------------- | ------------------------------------- |
| PROVA                                 | ANDREAS                               | GABRIELE                              |
| I                                     | Comparata BALLO Attenta               | Comparata BALLO Attenta               |
| VITTORIA                              | ANDREAS                               | ANDREAS                               |
|                                       |                                       |                                       |
| PROVA                                 | ANDREAS                               | PATRIZIO E                            |
| I                                     | Pull up                               | River flows in you                    |
| VITTORIA                              | PATRIZIO E                            | PATRIZIO E                            |

Andreas perde la seconda sfida contro Patrizio e dunque per ora non accede al serale: quest'ultimo, candidato all'eliminazione da Andreas, è automaticamente salvo.
- Cristiano sceglie come sfidanti Chiara, Elodie e Sergio, proponendo Chiara a rischio eliminazione in caso di vittoria.

| Commissario esterno: Alessandro Massara | Commissario esterno: Alessandro Massara | Commissario esterno: Alessandro Massara |
| --------------------------------------- | --------------------------------------- | --------------------------------------- |
| PROVA                                   | CRISTIANO                               | CHIARA E                                |
| I                                       | Ritornerai (inedito)                    | Blind (inedito)                         |
| VITTORIA                                | CHIARA E                                | CHIARA E                                |

Cristiano perde la prima sfida contro Chiara e dunque per ora non accede al serale: quest'ultima, candidata all'eliminazione da Cristiano, è automaticamente salva.
Nella stessa puntata Gabriele, Sergio (proposto dal pubblico tramite la Prova Vodafone) e Nick vengono esaminati dalla commissione: solo ottenendo 10 sì potranno accedere al serale.
 SÌ 
 NO 
| Allievo  | Giudizio Commissione | Giudizio Commissione | Giudizio Commissione | Giudizio Commissione | Giudizio Commissione | Giudizio Commissione | Giudizio Commissione | Giudizio Commissione | Giudizio Commissione | Giudizio Commissione | Esito |
| Allievo  | C. Di Francesco      | F. Moro              | R. Zerbi             | M. Maccarini         | A. Braga             | A. Celentano         | N. Titova            | Garrison             | V. Peparini          | K. Kadiu             | Esito |
| -------- | -------------------- | -------------------- | -------------------- | -------------------- | -------------------- | -------------------- | -------------------- | -------------------- | -------------------- | -------------------- | ----- |
| GABRIELE |                      |                      |                      |                      |                      |                      |                      |                      |                      |                      |       |
| SERGIO   |                      |                      |                      |                      |                      |                      |                      |                      |                      |                      |       |
| NICK     |                      |                      |                      |                      |                      |                      |                      |                      |                      |                      |       |

Viene data successivamente la possibilità ai quattro direttori artistici, i quali possono chiedere agli allievi di esibirsi.
 SÌ 
 NO 
| Allievo  | Esibizione                  | Emma e Elisa         | J-Ax e Nek | Esito      | Note     |
| -------- | --------------------------- | -------------------- | ---------- | ---------- | -------- |
| GABRIELE | Death to the lovers         |                      |            | Non scelto | [ N 34 ] |
| GABRIELE | Partition                   | [ N 35 ]             |            | Non scelto |          |
| GABRIELE | The moment I said it        | [ N 36 ]             |            | Non scelto |          |
| SERGIO   | Impossible                  | Non accede al serale | [ N 37 ]   |            |          |
| SERGIO   | If you don't know me by now | Non accede al serale | [ N 36 ]   |            |          |
| ANDREAS  | No hero                     | Non accede al serale | [ N 35 ]   |            |          |
| NICK     | Can't hold us               | Non accede al serale | [ N 37 ]   |            |          |
| ALESSIO  | Il solo al mondo            | Non accede al serale | [ N 34 ]   |            |          |
| LELE     | Love me like you do         | Non accede al serale | [ N 35 ]   |            |          |
| LELE     | Diamante (inedito)          | Non accede al serale | [ N 36 ]   |            |          |

### Settimana 14

#### 13ª puntata
Ospiti: Annalisa
Durante la puntata di sabato 5 marzo si sono svolte le sfide interne per l'accesso al serale richieste da Emanuele, che sceglie come sfidanti Benedetta, Alessio e Michele, proponendo Benedetta a rischio eliminazione in caso di vittoria.
| Commissario esterno: Luciano Cannito | Commissario esterno: Luciano Cannito | Commissario esterno: Luciano Cannito |
| ------------------------------------ | ------------------------------------ | ------------------------------------ |
| PROVA                                | EMANUELE                             | BENEDETTA E                          |
| I                                    | Happy                                | Anche un uomo                        |
| VITTORIA                             | EMANUELE                             | EMANUELE                             |
|                                      |                                      |                                      |
| PROVA                                | EMANUELE                             | ALESSIO                              |
| I                                    | Medley                               | Back to black                        |
| VITTORIA                             | ALESSIO                              | ALESSIO                              |

Emanuele perde la seconda sfida contro Alessio e dunque per ora non accede al serale: Benedetta, candidata all'eliminazione da Cristiano, è automaticamente salva. 
Successivamente Alessio viene esaminato dalla commissione, la quale lo manda direttamente al serale.
 SÌ 
 NO 
| Allievo | Giudizio Commissione | Giudizio Commissione | Giudizio Commissione | Giudizio Commissione | Giudizio Commissione | Giudizio Commissione | Giudizio Commissione | Giudizio Commissione | Giudizio Commissione | Giudizio Commissione | Esito |
| Allievo | C. Di Francesco      | F. Moro              | R. Zerbi             | M. Maccarini         | A. Braga             | A. Celentano         | N. Titova            | Garrison             | V. Peparini          | K. Kadiu             | Esito |
| ------- | -------------------- | -------------------- | -------------------- | -------------------- | -------------------- | -------------------- | -------------------- | -------------------- | -------------------- | -------------------- | ----- |
| ALESSIO |                      |                      |                      |                      |                      |                      |                      |                      |                      |                      |       |

Nel corso della puntata continuano le audizioni per il serale da parte dei direttori artistici. 
 SÌ 
 NO 
| Allievo/a | Esibizione             | Emma e Elisa               | J-Ax e Nek                 | Esito                     | Note                 |
| --------- | ---------------------- | -------------------------- | -------------------------- | ------------------------- | -------------------- |
| LELE      | Stitches               |                            |                            | Non accede al serale      | [ N 35 ] [ N 37 ]    |
| LELE      | Scivoli di nuovo       | [ N 34 ] [ N 36 ]          |                            | Non accede al serale      |                      |
| GABRIELE  | Io di te non ho paura  |                            | Entra nella Squadra Bianca | [ N 34 ]                  |                      |
| ANDREAS   | Il diluvio universale  |                            |                            | Entra nella Squadra Blu   | [ N 37 ]             |
| ANDREAS   | Mine                   | [ N 34 ]                   |                            | Entra nella Squadra Blu   |                      |
| ANDREAS   | 212                    | [ N 35 ]                   |                            | Entra nella Squadra Blu   |                      |
| ANDREAS   | Hotline bling          | [ N 37 ]                   |                            | Entra nella Squadra Blu   |                      |
| ANDREAS   | Swing break            | [ N 35 ]                   |                            | Entra nella Squadra Blu   |                      |
| SERGIO    | Something              |                            | Non accede al serale       | [ N 34 ] [ N 36 ]         |                      |
| ELODIE    | ...Baby one more time  |                            | Non accede al serale       | [ N 34 ] [ N 36 ]         |                      |
| ALESSIO   | Whole lotta bond       |                            |                            | Sceglie la Squadra Bianca | [ N 36 ]             |
| ALESSIO   | Unstoppable            | [ N 35 ] [ N 37 ]          |                            | Sceglie la Squadra Bianca |                      |
| CHIARA    | Il mio giorno migliore | [ N 35 ] [ N 37 ]          |                            |                           | Non accede al serale |
| ALE       | Comunque andare        |                            | Entra nella Squadra Blu    | [ N 34 ]                  |                      |
| ALE       | 7 years                | [ N 35 ] [ N 37 ] [ N 38 ] | Entra nella Squadra Blu    |                           |                      |
| MICHELE   | Noi siamo infinito     |                            | Non accede al serale       | [ N 34 ] [ N 36 ]         |                      |
| JOSHUA    | Liberi tutti           | [ N 36 ]                   | Non accede al serale       |                           |                      |
| CRISTIANO | Use somebody           | [ N 37 ]                   | Non accede al serale       |                           |                      |

#### Day-time
Durante il day-time di lunedì 7 e martedì 8 marzo si svolge l'audizione da parte dei direttori artistici per il ballerino Patrizio. 
 SÌ 
 NO 
| Allievo  | Esibizione           | Emma e Elisa      | J-Ax e Nek | Esito                  | Note     |
| -------- | -------------------- | ----------------- | ---------- | ---------------------- | -------- |
| PATRIZIO | My own               |                   |            | Sceglie la Squadra Blu | [ N 36 ] |
| PATRIZIO | J'y suis jamais alle | [ N 35 ] [ N 37 ] |            | Sceglie la Squadra Blu |          |

### Settimana 15

#### 14ª puntata
Ospiti: Alessio Bernabei
Nello speciale di sabato 12 marzo continuano le audizioni per l'accesso al serale sia dai direttori artistici sia dai professori.
 SÌ 
 NO 
c0ff
| Allievo/a | Esibizione         | Giudizio Commissione | Giudizio Commissione | Giudizio Commissione | Giudizio Commissione | Giudizio Commissione | Giudizio Commissione | Giudizio Commissione | Giudizio Commissione | Giudizio Commissione | Giudizio Commissione | Esito | Note     |
| Allievo/a | Esibizione         | C. Di Francesco      | F. Moro              | R. Zerbi             | M. Maccarini         | A. Braga             | A. Celentano         | N. Titova            | Garrison             | V. Peparini          | K. Kadiu             | Esito | Note     |
| --------- | ------------------ | -------------------- | -------------------- | -------------------- | -------------------- | -------------------- | -------------------- | -------------------- | -------------------- | -------------------- | -------------------- | ----- | -------- |
| NICK      | Horse with no name |                      |                      |                      |                      |                      |                      |                      |                      |                      |                      |       | [ N 32 ] |
| LELE      | –                  |                      |                      |                      |                      |                      |                      |                      |                      |                      |                      |       | –        |
| CHIARA    | –                  |                      |                      |                      |                      |                      |                      |                      |                      |                      |                      |       | –        |

Nella stessa puntata si prosegue con le audizioni davanti ai direttori artistici.
 SÌ 
 NO 
| Allievo/a | Esibizione | Emma e Elisa               | J-Ax e Nek | Esito                   | Note                      |
| --------- | --- | -------------------------- | ---------- | ----------------------- | ------------------------- |
| NICK      | – |                            |            | Eliminato               | –                         |
| BENEDETTA | Comparata BALLO - Improvvisazione Babarabatiri / Magalenha / Volverè alguna vez / Scott & Fran's Paso Doble / Hound Dog | Non accede al serale       | [ N 34 ]   |                         |                           |
| EMANUELE  | Comparata BALLO - Improvvisazione Babarabatiri / Magalenha / Volverè alguna vez / Scott & Fran's Paso Doble / Hound Dog | Non accede al serale       | [ N 34 ]   |                         |                           |
| CRISTIANO | Comparata CANTO Chasing Pavements                                                                                       | Non accede al serale       | –          |                         |                           |
| LELE      | Comparata CANTO Chasing Pavements                                                                                       |                            | –          |                         | Sceglie la Squadra Bianca |
| LELE      | Una storia importante                                                                                                   | [ N 35 ] [ N 37 ] [ N 29 ] |            |                         | Sceglie la Squadra Bianca |
| LELE      | Vivimi | [ N 35 ] [ N 37 ] [ N 29 ] |            |                         | Sceglie la Squadra Bianca |
| LELE      | We will carry on (inedito)                                                                                              | [ N 35 ] [ N 37 ] [ N 29 ] |            |                         | Sceglie la Squadra Bianca |
| LELE      | Hold back the river | [ N 36 ]                   |            |                         | Sceglie la Squadra Bianca |
| PATRIZIO  | The Nutcracker Dance of the Sugar-Plum Fairy                                                                            | –                          | –          | Squadra Blu             | –                         |
| ARIANNA   | Comparata BALLO Se telefonando                                                                                          |                            |            | Non accede al serale    | [ N 28 ]                  |
| MICHELE   | Comparata BALLO Se telefonando                                                                                          |                            |            | Non accede al serale    | [ N 28 ]                  |
| Manolo    | – |                            |            | Non accede al serale    |                           |
| ALESSIO   | – | Personal Jesus             | –          | –                       | Squadra Bianca            |
| CHIARA    | Somebody that I used to know                                                                                            |                            |            | Entra nella Squadra Blu | [ N 37 ]                  |
| CHIARA    | Royals | [ N 34 ]                   |            | Entra nella Squadra Blu |                           |
| CHIARA    | Come on (inedito) | [ N 35 ] [ N 37 ]          |            | Entra nella Squadra Blu |                           |
| GABRIELE  | La prima volta | –                          | –          | Squadra Bianca          | –                         |
| ELODIE    | Limit to your love |                            |            | Non accede al serale    | [ N 34 ]                  |
| ALE       | You're the one that I want                                                                                              | –                          | –          | Squadra Blu             | –                         |
| SERGIO    | Beautiful |                            |            | Non accede al serale    | [ N 36 ]                  |
| ANDREAS   | Cock it up | –                          | –          | Squadra Blu             | –                         |

#### Day-time
Nel day-time di mercoledì 17 marzo di Real Time si tiene l'esame di Arianna: si procede con la proposta di eliminazione avanzata da Alessandra Celentano.
| Allieva | Esibizione           | Giudizio Commissione | Giudizio Commissione | Giudizio Commissione | Giudizio Commissione | Giudizio Commissione | Esito   | Note     |
| Allieva | Esibizione           | A. Celentano         | N. Titova            | Garrison             | V. Peparini          | Kledi                | Esito   | Note     |
| ------- | -------------------- | -------------------- | -------------------- | -------------------- | -------------------- | -------------------- | ------- | -------- |
| ARIANNA | Goodbye Philadelphia |                      |                      |                      |                      |                      | Salvata | [ N 25 ] |
| ARIANNA | Forget you           | [ N 20 ]             |                      |                      |                      |                      | Salvata |          |
| ARIANNA | Remedy               | [ N 20 ]             |                      |                      |                      |                      | Salvata |          |

Nel day-time della stessa giornata su Canale 5 il ballerino Andreas Müller, a causa di un infortunio al gomito, è costretto ad abbandonare la scuola.
| Allievo | Esito    |
| ------- | -------- |
| ANDREAS | Ritirato |

### Settimana 16

#### 15ª puntata
Ospiti: Deborah Iurato, Giovanni Caccamo
Durante lo speciale di sabato 19 marzo continuano gli esami da parte dei professori, che votano la ballerina Benedetta e la band Nevenera per l'eliminazione e la cantante Elodie per l'ingresso al Serale, e da parte dei direttori artistici, che permettono al cantante Sergio di entrare al Serale.
 SÌ 
 NO 
| Allievo/a | Giudizio Commissione | Giudizio Commissione | Giudizio Commissione | Giudizio Commissione | Giudizio Commissione | Giudizio Commissione | Giudizio Commissione | Giudizio Commissione | Giudizio Commissione | Giudizio Commissione | Esito |
| Allievo/a | C. Di Francesco      | F. Moro              | R. Zerbi             | M. Maccarini         | A. Braga             | A. Celentano         | N. Titova            | Garrison             | V. Peparini          | K. Kadiu             | Esito |
| --------- | -------------------- | -------------------- | -------------------- | -------------------- | -------------------- | -------------------- | -------------------- | -------------------- | -------------------- | -------------------- | ----- |
| BENEDETTA |                      |                      |                      |                      |                      |                      |                      |                      |                      |                      |       |
| ELODIE    |                      |                      |                      |                      |                      |                      |                      |                      |                      |                      |       |
| NEVENERA  |                      |                      |                      |                      |                      |                      |                      |                      |                      |                      |       |
| SERGIO    | N.D.                 | N.D.                 |                      |                      |                      |                      |                      |                      |                      |                      |       |

 SÌ 
 NO 
| Allievo/a | Esibizione                         | Emma e Elisa           | J-Ax e Nek        | Esito                     | Note              |
| --------- | ---------------------------------- | ---------------------- | ----------------- | ------------------------- | ----------------- |
| BENEDETTA | –                                  |                        |                   | Eliminata                 | –                 |
| LA RUA    | Neighborhood #3 (Power Out)        | Non accedono al serale | [ N 34 ] [ N 36 ] |                           |                   |
| MICHELE   | Uno di quei giorni                 | Non accede al serale   | [ N 35 ] [ N 37 ] |                           |                   |
| ELODIE    | Un'estate fa                       |                        |                   | Sceglie la Squadra Bianca | [ N 34 ] [ N 36 ] |
| ELODIE    | L'isola che non c'è                | [ N 35 ] [ N 37 ]      |                   | Sceglie la Squadra Bianca |                   |
| ELODIE    | Warwick Avenue                     | [ N 34 ]               |                   | Sceglie la Squadra Bianca |                   |
| EMANUELE  | Medley Quimbara / Cuba 2017        |                        |                   | Non accede al serale      | [ N 34 ]          |
| JOSHUA    | Cheerleader                        | [ N 35 ] [ N 37 ]      |                   | Non accede al serale      |                   |
| ARIANNA   | Forget you                         | [ N 36 ]               |                   | Non accede al serale      |                   |
| NEVENERA  | Sarà poi come morire (inedito)     | Eliminati              | –                 |                           |                   |
| GABRIELE  | Sempre                             | –                      | –                 | Squadra Bianca            |                   |
| SERGIO    | No diggity                         |                        |                   | Sceglie la Squadra Blu    | [ N 37 ]          |
| SERGIO    | I need a dollar                    | [ N 34 ]               |                   | Sceglie la Squadra Blu    |                   |
| ALE       | And I am telling you I'm not going | –                      | –                 | Squadra Blu               | –                 |
| CRISTIANO | Take your time                     |                        |                   | Non accede al serale      | [ N 35 ] [ N 37 ] |
| ALESSIO   | L'importante è finire              | –                      | –                 | Squadra Bianca            | –                 |
| CHIARA    | When I was your man                | –                      | –                 | Squadra Blu               | –                 |

### Settimana 17

#### 16ª puntata
Ospiti: Antonino, Giuliano Peparini
Nello speciale di sabato 26 marzo si concludono le audizioni davanti ai direttori artistici per gli allievi che non hanno ancora ottenuto l'accesso al serale.
 SÌ 
 NO 

| Allievo/a | Esibizione                                 | Emma e Elisa | J-Ax e Nek                 | Esito                        | Note     |
| --------- | ------------------------------------------ | ------------ | -------------------------- | ---------------------------- | -------- |
| MICHELE   | L'eternità                                 |              |                            | Entra nella Squadra Blu      | [ N 28 ] |
| MICHELE   | Hospital Beds                              | [ N 27 ]     |                            | Entra nella Squadra Blu      |          |
| CRISTIANO | Perfect day                                | [ N 28 ]     |                            | Entra nella Squadra Blu      |          |
| CRISTIANO | Goodbye Kiss                               | [ N 36 ]     |                            | Entra nella Squadra Blu      |          |
| ARIANNA   | Bad habits                                 | –            | Eliminata                  | [ N 28 ]                     |          |
| ARIANNA   | Drinkee                                    | –            | Eliminata                  | [ N 26 ]                     |          |
| LA RUA    | Il sabato fa così (inedito)                | –            |                            | Entrano nella Squadra Bianca | [ N 28 ] |
| LA RUA    | Non sono positivo alla normalità (inedito) | –            | [ N 37 ]                   | Entrano nella Squadra Bianca |          |
| LA RUA    | Il futuro era ieri (inedito)               | –            | –                          | Entrano nella Squadra Bianca |          |
| EMANUELE  | I will survive                             | –            | Entra nella Squadra Bianca | [ N 28 ]                     |          |
| EMANUELE  | Umbrella                                   | –            | Entra nella Squadra Bianca | [ N 39 ]                     |          |
| JOSHUA    | Redemption song                            | –            | –                          | Eliminato                    | [ N 28 ] |
| JOSHUA    | Down on my knees (inedito)                 | –            | –                          | Eliminato                    | [ N 34 ] |
| LELE      | My girl                                    | –            | –                          | Squadra Bianca               | –        |
| PATRIZIO  | Crystallize                                | –            | –                          | Squadra Blu                  | –        |

## Squadre del serale
Dalla puntata di sabato 5 marzo si incominciano a formare la squadra del serale che saranno così suddivise:
| Squadra Bianca | Squadra Bianca |                     | Squadra Blu | Squadra Blu |
| Direttori artistici | Direttori artistici | Direttori artistici | Direttori artistici | Direttori artistici |
| --- | --- | ------------------- | --- | --- |
| - Emma - Elisa | - Emma - Elisa |                     | - J-Ax - Nek | - J-Ax - Nek |
| Professori | |                     | | |
| - Alex Braga (canto) - Fabrizio Moro (canto) - Alessandra Celentano (ballo) - Kledi Kadiu (ballo) - Natalia Titova (ballo) | - Alex Braga (canto) - Fabrizio Moro (canto) - Alessandra Celentano (ballo) - Kledi Kadiu (ballo) - Natalia Titova (ballo) |                     | - Rudy Zerbi (canto) - Marco Maccarini (canto) - Carlo Di Francesco (canto) - Garrison Rochelle (ballo) - Veronica Peparini (ballo) | - Rudy Zerbi (canto) - Marco Maccarini (canto) - Carlo Di Francesco (canto) - Garrison Rochelle (ballo) - Veronica Peparini (ballo) |
| Concorrenti | |                     | | |
| Nome | Disciplina |                     | Nome | Disciplina |
| Gabriele Esposito | ballo | Alessio Ale Gaudino | hip hop | |
| Alessio La Padula | ballo | Patrizio Ratto      | hip hop | |
| Lele Esposito | canto | Chiara Grispo       | canto | |
| Elodie Di Patrizi | canto | Sergio Sylvestre    | canto | |
| Emanuele Caruso | latinista | Cristiano Cosa      | canto | |
| La Rua (Daniele Incicco)                                                                                                   | band | Michele Lanzeroti   | ballo | |

## Riassunto delle sfide a squadre
| Giudici           | Giudici                     | Capisquadra                | Capisquadra      |
| CANTO             | BALLO                       | VINCITORE                  | PERDENTE         |
| ----------------- | --------------------------- | -------------------------- | ---------------- |
| Braga             | Titova                      | Daniele (La Rua)           | Gessica          |
| Moro e Braga      | Kadiu, Peparini e Celentano | Elodie                     | Antonio (Metrò)  |
| Maccarini e Zerbi | Titova                      | Sergio                     | Michele          |
| Di Francesco      | Garrison                    | Gabriele/ Luca e Benedetta | Yvonne           |
| Zerbi             | Garrison                    | Nick                       | Chiara           |
| Moro              | Garrison                    | Daniele (La Rua)           | Andreas          |
| Zerbi             | Kadiu                       | Lele                       | Cristiano        |
| Braga             | Garrison                    | Alessio                    | Emanuele         |
| Moro              | Celentano                   | Sergio                     | Elodie           |
| Zerbi             | Titova                      | Stefano (Nevenera)         | Daniele (La Rua) |

## Curiosità
Alcuni concorrenti sono più o meno noti al pubblico, ad esempio:
- Andreas Müller (Singen, 2 giugno 1996). Aveva partecipato a Italia's Got Talent insieme alla sua crew. Inoltre, partecipò ai casting dell'edizione precedente, perdendo la sfida contro il ballerino Giorgio Albanese.
- Arianna Di Francesco (Miglianico, 16 aprile 1997). Aveva partecipato, insieme alla sua scuola di danza New Step, nel programma Festa Italiana.
- Aula 39. Avevano partecipato all'ottava edizione di X Factor, tuttavia sono stati eliminati agli Homevisit.
- Chiara Grispo (Noventa Vicentina, 21 marzo 1997). Aveva partecipato come concorrente alla settima edizione di X Factor, tuttavia è stata eliminata agli Homevisit.
- Cristiano Cosa (Taranto, 17 maggio 1995). Nell'edizione precedente aveva sfidato il rapper Briga.
- Daniela Ribezzo (Foggia, 15 dicembre 1991). Nel 2021 ha vinto la nona edizione di Bake Off Italia - Dolci in forno.
- Elodie (Roma, 3 maggio 1990). Aveva partecipato alla seconda edizione di X Factor, tuttavia è stata eliminata agli Homevisit.
- Francesco Crimi (Venezia, 29 marzo 1989). Aveva partecipato, come ballerino di danza classica, al talent show Italian Academy, classificandosi 4º.
- Gessica Taghetti (Sassuolo, 11 maggio 1991). Aveva fatto parte di alcuni corpi di ballo di molti programmi come Colorado, MTV Europe Music Awards, Summer Festival, L'anno che verrà e anche di Tu sì que vales. Infine nel 2010 tentò, senza successo, di entrare nella scuola.
- La Rua. Avevano partecipato alla seconda edizione di Tú sí que vales.
- Lele Esposito (Pollena Trocchia, 23 dicembre 1996). Aveva partecipato alla terza edizione di The Voice of Italy entrando a far parte del Team J-Ax e venendone eliminato durante il 2° live show.
- Luca D'Arbenzio (Avellino, 13 marzo 1996). Nel 2013 aveva partecipato alla settima edizione di X Factor, ma viene eliminato agli Bootcamp.
- Nick Zaramella (Gattinara, 2 novembre 1995). Aveva partecipato a The X Factor.
- Yvonne Tocci (Taranto, 6 giugno 1995). Aveva partecipato alla seconda edizione di The Voice of Italy entrando a far parte del Team J-Ax. Eliminata da quest'ultimo nelle Battle viene ripescata dal Team Noemi, che però la elimina durante i Knockout.

## Ascolti

### Pomeridiano
| Puntata | Messa in onda    | Telespettatori | Share  | Fonte  |
| ------- | ---------------- | -------------- | ------ | ------ |
| 1       | 21 novembre 2015 | 3 447 000      | 20,76% | [ 4 ]  |
| 2       | 28 novembre 2015 | 3 293 000      | 21,08% | [ 5 ]  |
| 3       | 5 dicembre 2015  | 2 870 000      | 19,19% | [ 6 ]  |
| 4       | 12 dicembre 2015 | 2 939 000      | 19,28% | [ 7 ]  |
| 5       | 9 gennaio 2016   | 2 969 000      | 17,66% | [ 8 ]  |
| 6       | 16 gennaio 2016  | 3 447 000      | 19,93% | [ 9 ]  |
| 7       | 23 gennaio 2016  | 3 579 000      | 21,95% | [ 10 ] |
| 8       | 30 gennaio 2016  | 3 377 000      | 20,65% | [ 11 ] |
| 9       | 6 febbraio 2016  | 3 148 000      | 19,75% | [ 12 ] |
| 10      | 13 febbraio 2016 | 3 158 000      | 19,05% | [ 13 ] |
| 11      | 20 febbraio 2016 | 3 321 000      | 21,74% | [ 14 ] |
| 12      | 27 febbraio 2016 | 3 699 000      | 21,43% | [ 15 ] |
| 13      | 5 marzo 2016     | 4 022 000      | 22,53% | [ 16 ] |
| 14      | 12 marzo 2016    | 3 940 000      | 24,49% | [ 17 ] |
| 15      | 19 marzo 2016    | 3 271 000      | 22,17% | [ 18 ] |
| 16      | 26 marzo 2016    | 3 223 000      | 22,67% | [ 19 ] |
| Media   | Media            | 3 356 000      | 20,90% |        |